# Classe Essex
Pour les articles homonymes, voir USS Essex.
La classe Essex est une classe de porte-avions de l'U.S. Navy construite à partir de 1941. Toutes nations confondues, cette classe est, en 2025 la plus importante classe de porte-avions jamais construite en nombre de bâtiments, 24 au total.
Ces « porte-avions rapides », selon la terminologie américaine, avaient été conçus en prévision d'un affrontement avec le Japon, trois étaient en construction lors de l'attaque japonaise sur Pearl Harbor. Ils seront engagés dans les opérations de la guerre du Pacifique à la mi-1943, le premier, l'USS Essex (CV-9), ayant été armé le 31 décembre 1942. Deux furent très sévèrement touchés pendant le conflit, mais aucun ne fut coulé.
Initialement, la classe devait compter trente et un porte-avions mais la fin de la Seconde Guerre mondiale conduisit à différer ou annuler la construction des huit derniers. Les navires de la classe Essex combattront pendant la guerre de Corée et pendant la guerre du Vietnam, certains récupérant même les astronautes des missions spatiales. Ces porte-avions resteront, grâce à d'importantes refontes, des bâtiments performants jusqu'au milieu des années 1960. Par la suite certains seront affectés à la lutte anti-sous marine et trois deviendront des porte-hélicoptères d'assaut pour le Corps des Marines des États-Unis.
Le dernier en service, l'USS Lexington, désarmé en 1991, est devenu un des quatre navires musées de cette classe.
La classe Essex marque le début de la domination de la marine américaine sur les océans.

## Arrière-plan et conception
Les traités de désarmement naval (Washington en 1922, Londres en 1930, Londres en 1936) n'ont pas ignoré les porte-avions. Dans le traité naval de Washington, le déplacement maximum des porte-avions avait été fixé à 27 000 tonnes, à l'exception de deux porte-avions de 33 000 tonnes pour les États-Unis et autant pour l'empire du Japon, en utilisant des coques de croiseurs de bataille qu'il leur eût fallu autrement démolir. L'artillerie anti-aérienne d'un calibre inférieur à 127 mm n'était pas limitée. Contre buts marins, l'artillerie ne devait pas dépasser dix pièces de 6 pouces (152 mm), pour les navires ne déplaçant pas plus de 27 000 tonnes, ou huit pièces de 8 pouces (203 mm) pour les quatre unités pouvant atteindre 33 000 tonnes. Le déplacement total des porte-avions avait été fixé par pays à 135 000 tonnes pour les États-Unis et pour le Royaume-Uni, 81 000 tonnes pour l'empire du Japon, et 60 000 tonnes pour la France et pour l'Italie.

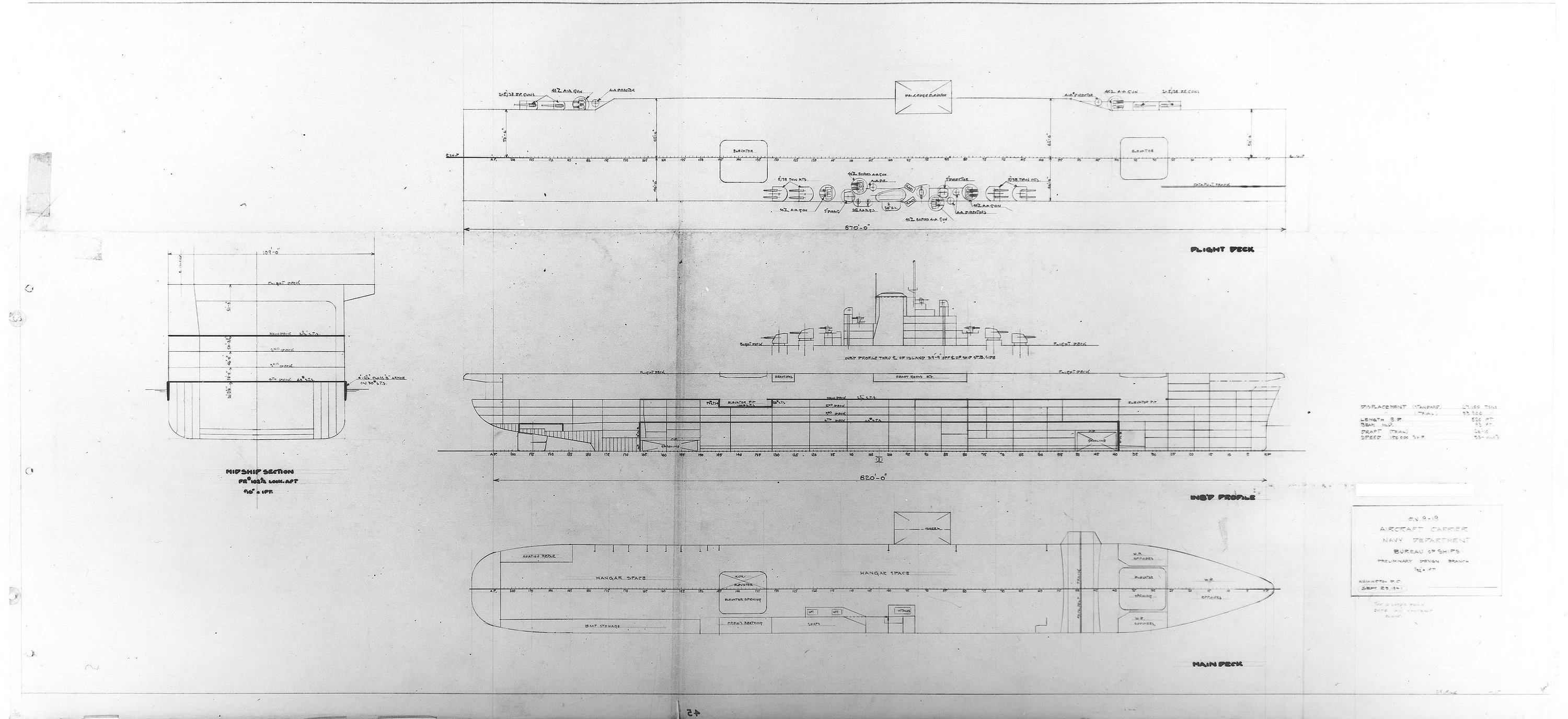
Dessin d'étude préliminaire du CV-9, en date de 23 septembre 1941

Les États-Unis et le Japon, outre deux petites unités, respectivement l'USS Langley et le Hosho, ont utilisé les possibilités offertes par le Traité de 1922 pour se doter chacun de deux grands porte-avions,. Le Royaume-Uni, qui a inauguré la formule du porte-avions à pont plat (flush deck) avec le HMS Argus, a achevé en porte-avions une coque de cuirassé, le HMS Eagle, construit un petit porte-avions de 11 000 tonnes environ, le HMS Hermes, et transformé en porte-avions de 23 000 tonnes les trois grands croiseurs légers de la classe Courageous. La Marine nationale française, au cours des années 1920, a seulement achevé en porte-avions, une coque de cuirassé de la classe Normandie, le Béarn, avant de se fourvoyer dans la construction d'un transport d'hydravions, le Commandant Teste. Enfin, en Italie, sous l'influence des idées du général Douhet auprès du Duce Benito Mussolini, aucun projet de porte-avions, jugés trop vulnérables aux attaques aériennes, ne fut envisagé, compte tenu de la présence du « porte-avions Italie », au cœur de la Méditerranée.
Aux alentours de 1930, le débat a porté sur la taille optimale des porte-avions, les premiers grands porte-avions apparaissant trop coûteux, de sorte que les Japonais ne vont mettre sur cale, en 1927, qu'un porte-avions léger de 7 100 tonnes, le Ryūjō, à une époque où les porte-avions de moins de 10 000 tonnes ne sont pas pris en compte dans le déplacement global de porte-avions autorisé par pays. Après que le traité naval de Londres de 1930 a interdit la construction de porte-avions d'un déplacement inférieur à 10 000 tonnes, les États-Unis décident la construction d'une classe de cinq bâtiments limités en déplacement à un peu plus de la moitié du déplacement maximal autorisé pour les porte-avions par le Traité naval de Washington. La première unité sera l'USS Ranger, premier porte-avion conçu comme tel pour l'U.S. Navy. Pouvant opérer 80 appareils, ce bâtiment, pour un déplacement de 14 500 tonnes, n'avait cependant ni la protection, ni la vitesse ni un armement satisfaisants.

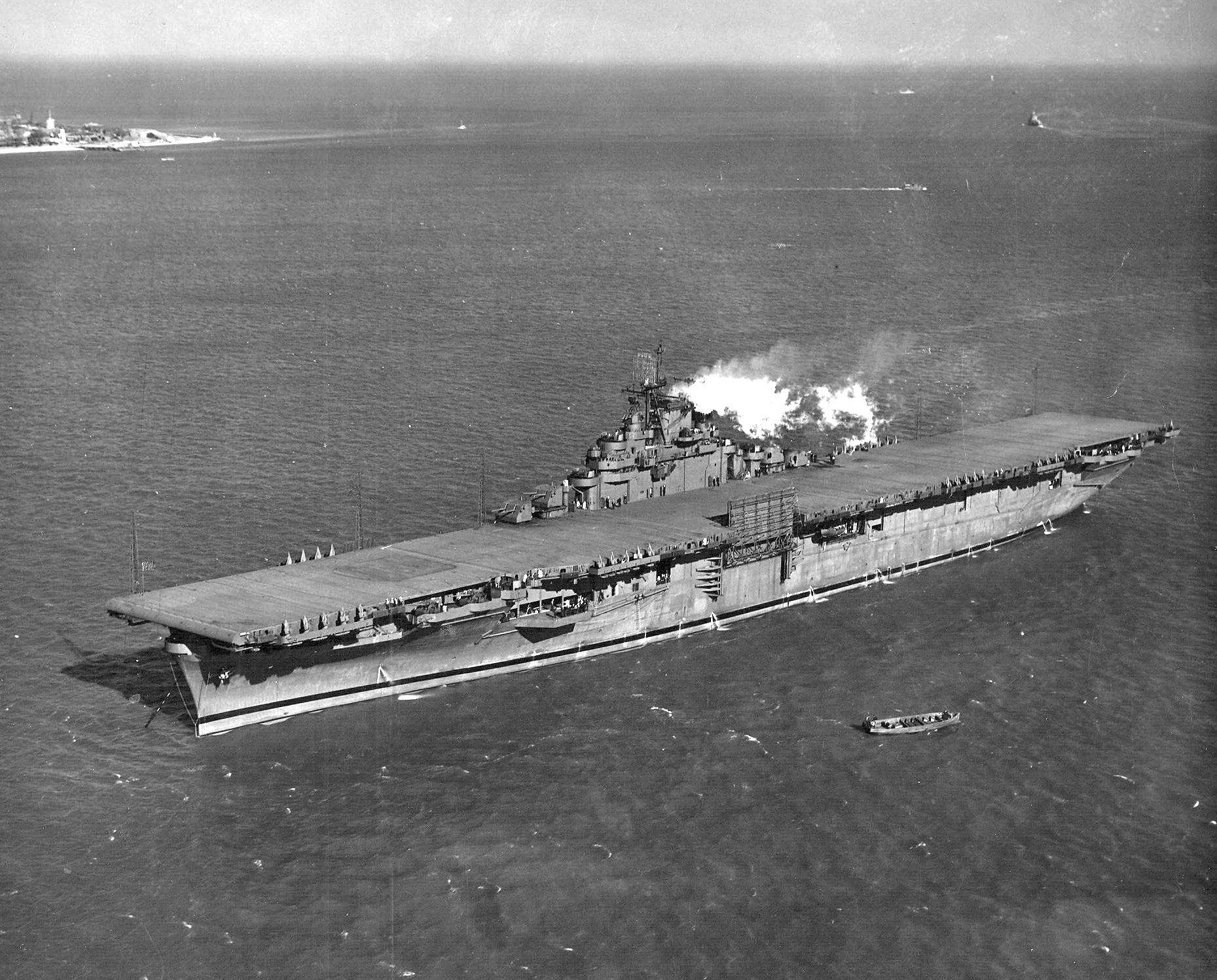
L’, le 1er février 1943, en essais depuis un mois.

Très vite, l'U.S. Navy arrête les caractéristiques d'une nouvelle classe de porte-avions, la classe Yorktown, opérant le même nombre d'avions que l'USS Ranger, mais avec une propulsion assurant une vitesse de 33 nœuds, une artillerie et un blindage renforcés, et un déplacement standard approchant 20 000 tonnes. Les deux premiers bâtiments sont lancés en 1936, avec des caractéristiques très proches de celles du porte-avions japonais Sôryû, mis en chantier en novembre 1934 construit dans le respect du traité naval de Londres de 1930.
Le second traité naval de Londres de 1936 abaisse le déplacement maximal des porte-avions à 23 000 tonnes, mais paradoxalement cette limite ne s'applique qu'aux États-Unis, au Royaume-Uni et à la France, le Japon ayant annoncé son intention de ne plus se conformer aux stipulations d'un traité de limitation des armements navals, après le 31 décembre 1936. Lorsqu'est prise, en 1938, la décision de construire une troisième unité de la classe Yorktown, l'USS Hornet (CV-8), une réflexion est en cours sur les caractéristiques souhaitables pour un CV-9, avec des esquisses d'un CV-9A de 20 400 tonnes, à un CV-9E ou CV-9F de 25 000 tonnes, voire 26 000 tonnes. Le projet définitif du CV-9 a retenu un déplacement de 27 100 tonnes, permettant d'opérer avec 80 avions, avec une propulsion de 150 000 ch et une vitesse maximale de 33 nœuds. Trois unités ont été commandées après le vote d'une loi autorisant la construction de porte-avions ayant un déplacement de 27 100 tonnes (l'« 11 per cent Fleet Expansion Bill », début juin 1940) et huit supplémentaires après le vote du Two-Ocean Navy Act, le 19 juillet 1940. La première unité a été mise sur cale le 28 avril 1941 aux chantiers navals de Newport News et baptisée Essex le 31 juillet 1942.

## Caractéristiques

### Installations aéronautiques et groupe aérien
Pour pouvoir mettre en œuvre un nombre d'appareils du même ordre de grandeur que celui de la classe Lexington, l'U.S. Navy a eu recours à un hangar de 198 m x 21 m x 5,3 m encore une fois de type dit « ouvert », c'est -à-dire construit en superstructure sur la coque, comme sur la classe Yorktown, alors qu'à la même époque le Royaume-Uni a opté sur le HMS Ark Royal pour un hangar de type « fermé », c'est-à-dire dont les parois latérales font partie intégrante de la coque. Avec le choix de la Royal Navy, le hangar était ainsi protégé par la ceinture blindée de la coque épaisse de 4,5 pouces (114,3 mm). Un système de sas pour y accéder permettait d'avoir un système de ventilation indépendant, ce qui évitait l'extension d'un incendie des vapeurs d'essence d'aviation au reste du bâtiment. Ce système plus sûr a fait ses preuves pendant la guerre, aucun porte-avions britannique n'a été perdu du fait d'un incendie des vapeurs d'essence d'aviation, comme ce fut le cas sur trois porte-avions japonais à Midway, sur l'USS Wasp, ou sur le Taihō en mer des Philippines.
La seconde différence dans la conception des porte-avions entre l'U.S. Navy et la Royal Navy portait sur le blindage horizontal. Les porte-avions britanniques, comme le HMS Ark Royal et ceux des classes suivantes Illustrious, et Implacable avaient sur le pont d'envol et le plancher du hangar des blindages d'une épaisseur de 4,5 pouces (114,3 mm), et 3 pouces (76,2 mm) respectivement. Ce choix s'expliquait par le fait que la principale menace contre les porte-avions britanniques venaient d'avions de formations aériennes basées à terre, plus lourds que ceux de l'aviation embarquée dont les forces adverses en Europe étaient, au demeurant, dépourvues,. Le blindage du pont d'envol induisait de placer les ascenseurs aux extrémités du bâtiment, hors du hangar, ce qui en réduisait la superficie et donc le nombre des avions qu'il abritait.
Ainsi, une soixantaine d'avions étaient, en pratique, opérationnels sur le HMS Ark Royal, avec un déplacement de 22 000 tonnes, contre quatre-vingt avions sur la classe Yorktown, pour un déplacement de moins de 20 000 tonnes, ou entre 53 et 71 appareils sur le Sôryû pour un déplacement de moins de 19 000 tonnes,. On remarquera cependant, que la Marine impériale japonaise a mis en service, en 1944, un grand porte-avions doté d'un pont d'envol blindé, le Taihō, et que l'U.S. Navy avait une esquisse de porte-avions CV-9G, avec un pont d'envol blindé et un déplacement supérieur de 1 200 tonnes à celui du projet qui a abouti à l'Essex, et certains veulent y voir un schéma précurseur du Midway qui sera doté d'un pont d'envol blindé.
La solution retenue en son temps pour la classe Essex, réduisant le poids dans les hauts, s'accommodait ainsi d'une construction de la coque plus légère, et donc limitait le déplacement. Le pont d'envol, constitué de lattes de teck montées sur une structure de poutrelles métalliques, n'a donc porté que moins de 40 mm de blindage, uniquement sous l'îlot, mais le pont principal (le plancher du hangar) avec 76 mm de blindage, et le pont inférieur avec 38 mm, donnaient une protection horizontale équivalente à celle des croiseurs lourds contemporains de la classe Baltimore. La ceinture blindée de la coque atteignait 102 mm mais les flancs du hangar n'étaient pas blindés, comme d'ailleurs les superstructure des croiseurs de l'époque. Mais la principale amélioration de la protection tenait sans doute à une meilleure compartimentation, ce qui a sans doute contribué à sauver l'USS Franklin en 1945.

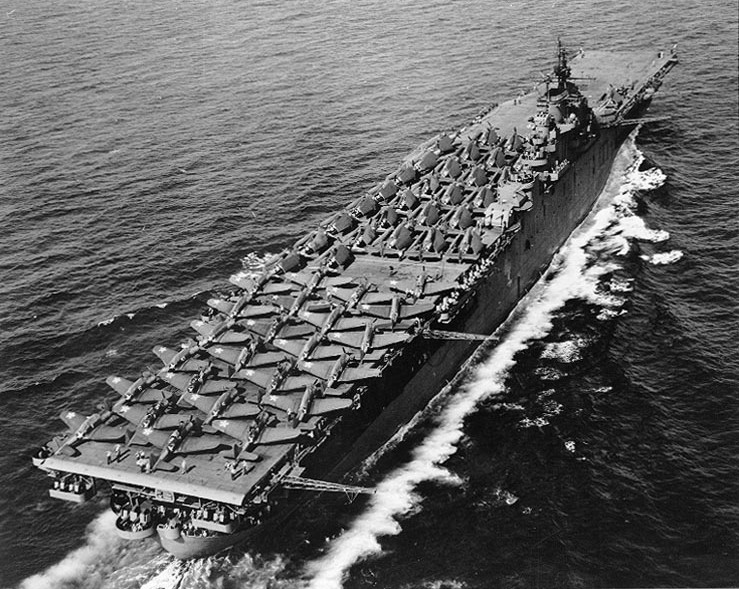
L' à la mer en mai 1943, avec sur le pont d'envol, 24 “Dauntlless”, 11 “Hellcats” et 18 “Avengers”.

Mais l'installation de catapultes plus puissantes et d'ascenseurs plus vastes pour mettre en œuvre des appareils plus lourds entraînait des accroissements de déplacement qui ont conduit à ramener le nombre des moteurs et des pièces de rechange emportés pour réparer des appareils endommagés à 25 % de l'effectif des appareils du groupe aérien au lieu des 50 % initialement prévus. Leur capacité en carburant aviation était de 231 000 U.S. gallons d'essence soit 874,43 m3. Trois ascenseurs reliaient le hangar au pont d'envol, deux axiaux et un latéral à bâbord à hauteur de l'îlot, comme cela avait été installé sur l'USS Wasp, pour dégager le pont d'envol, avec une puis deux catapultes à l'avant.
Le groupe aérien sur les porte-avions de la classe Essex, au moment des premières mises en service était, comme sur la classe Yorktown, constitué à 40 % de chasseurs, 40 % de bombardiers en piqué et à 20 % de bombardiers-torpilleurs. Mais la distinction, pour les bombardiers en piqué, entre une escadrille de reconnaissance (VS) et une escadrille de bombardement (VB) avait été abandonnée. Les modèles d'avions avaient aussi évolué. Pour les chasseurs, comme le Grumman F4F “Wildcat” était surclassé par le Mitsubishi A6M “Zero” en maniabilité et en vitesse ascensionnelle, un nouveau chasseur, le Grumman F6F “Hellcat”, doté d'un moteur plus puissant, mais d'une robustesse équivalente à celle du “Wildcat” est réceptionné sur l'USS Essex, alors en essais, dès février 1943. Comme bombardier-torpilleur, le Grumman TBF “Avenger” a été en dotation sur la classe Essex dès l'origine. Comme bombardier en piqué le Curtiss SB2C “Helldiver” est venu en dotation à partir de novembre 1943, sur l'USS Bunker Hill, pour la troisième vague d'attaque contre Rabaul.

### Artillerie

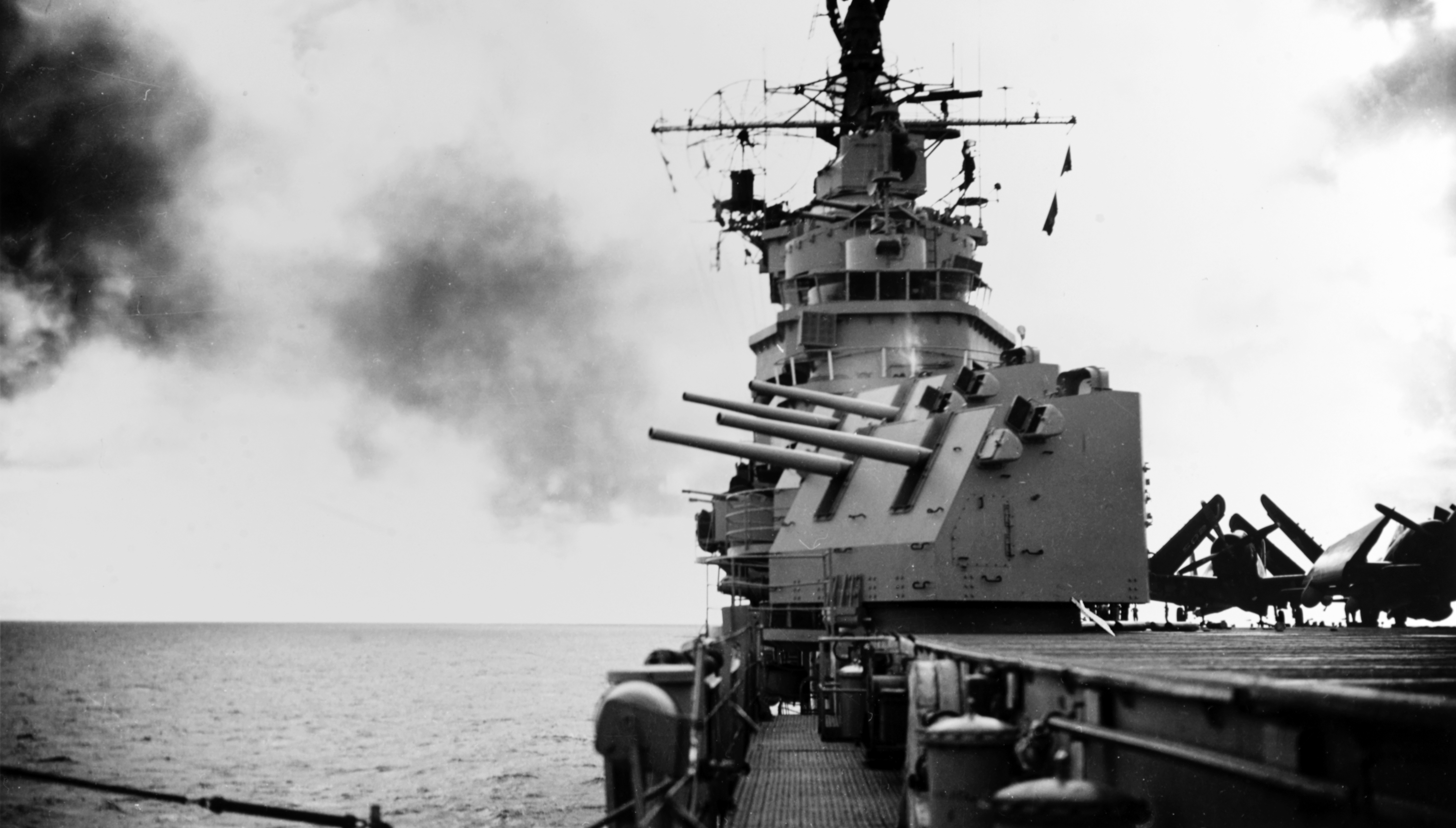
Les tourelles doubles de 127 mm à double usage, sur l'avant de l'îlot de l'USS Valley Forge (CV-45) en 1949

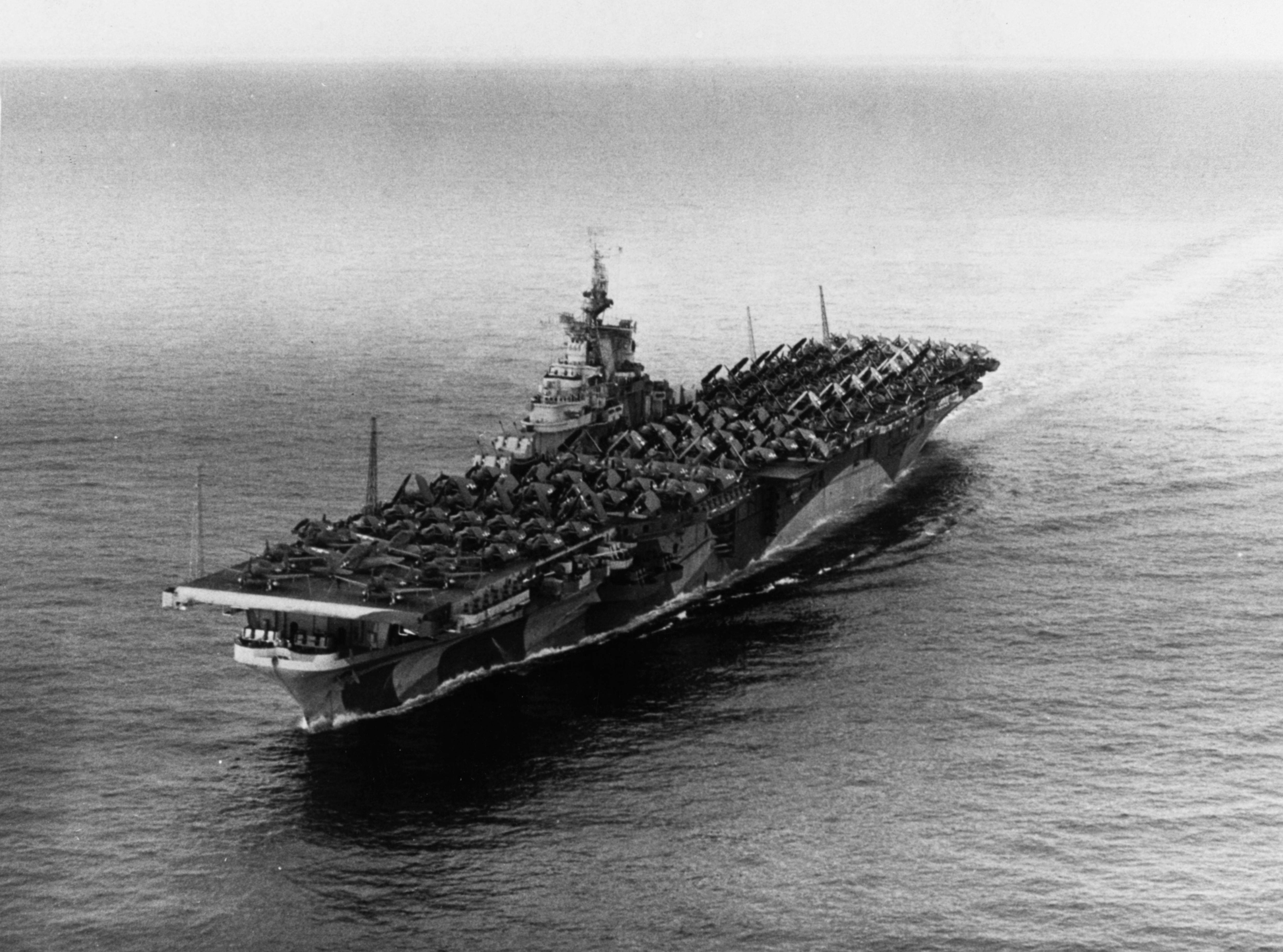
L' en 1944, avec l'avant caractéristique des “longues coques” de la classe Essex

La guerre a montré que la chasse embarquée était la protection la plus efficace contre les attaques aériennes, d'où l'intérêt des porte-avions d'escorte, mais aussi des grandes unités, incorporées à la flotte, avant d'en former le cœur, embarquant des bombardiers, mais également des chasseurs pour assurer leur propre défense. Mais cette protection n'était pas efficace à 100 %, d'où l'intérêt de l'artillerie anti-aérienne, qui joue un rôle analogue à celui du « gardien de but » au football, c'est-à-dire d'arrêter les attaquants qui ont franchi toutes les autres défenses.
L'artillerie de 127 mm à double usage était de 12 pièces, soit 50 % de plus que sur la classe Yorktown, avec quatre tourelles doubles superposées deux à deux, au lieu de quatre pièces simples autour de l'îlot, et toujours quatre pièces simples le long du pont d'envol à bâbord. Cependant, il n'y a toujours eu que deux postes de direction de tir à double usage. L'artillerie de défense aérienne rapprochée a comporté des affûts quadruples de 40 mm Bofors et des pièces simples de 20 mm Oerlikon, au nombre de 11 affûts de 40 mm et 44 pièces de 20 mm, en moyenne. Pour sept unités lancées en 1944, les USS Ticonderoga, Randolph, Hancock, Boxer, Antietam, Shangri-La, et Lake Champlain, la proue a été modifiée, entraînant un accroissement de la longueur hors tout de 267,2 m à 270,8 m, pour y installer un deuxième affût quadruple de 40 mm à l'extrême avant, et un léger raccourcissement du pont d'envol, de 262,7 m à 257,3 m, pour améliorer les angles de tir de ces affûts, ce qui a été généralisé sur les unités lancées en 1945. Ce groupe dit des « longues coques », est aussi connu comme la sous-classe Ticonderoga.

### Propulsion (puissance, vitesse, rayon d'action)
Pour les porte-avions d'escadre (terminologie approximative, car le terme utilisé dans l'U.S. Navy est “fleet carrier”) une vitesse d'au moins 30 nœuds était unanimement jugée nécessaire, car elle permettait de réduire le temps pendant lequel le porte-avions devait manœuvrer à un cap différent de celui de la force dont il faisait partie pour lancer et récupérer ses avions, avant de regagner sa protection. À la veille de la guerre, le Royaume-Uni a choisi de doter le HMS Ark Royal d'une vitesse de 31,5 nœuds, en privilégiant la maniabilité, avec une longueur de 209 m à la ligne de flottaison, pour une largeur de 29 m soit un ratio longueur/largeur de 7,2. Les Japonais ont doté le Sôryû de machines développant 152 000 ch, assurant la vitesse la plus grande, 34,5 nœuds, pour un déplacement de moins de 19 000 tonnes, avec un ratio longueur/largeur de 10,7. Après avoir envisagé une vitesse de maximale de 35 nœuds, l'U.S. Navy a décidé de ne pas surpasser la vitesse maximale de la classe Yorktown, 33 nœuds.
Pour la classe Essex, les dimensions de coque, à la ligne de flottaison, étaient de 250 m de longueur et 28,3 m de largeur maximale, soit un ratio longueur/largeur de 8,8 pour un déplacement de 27 100 tonnes. Pour atteindre la vitesse de 33 nœuds, la puissance installée était de 150 000 ch, fournie par huit chaudières Babcock & Wilcox, alimentant des turbines Westinghouse, entraînant quatre hélices. Les cinq premières unités construites et la dernière achevée (USS Oriskany) étaient dotées de turbines à engrenages. La disposition des machines en deux groupes distincts, comportant chaudières et turbines, correspond à une disposition assez courante dans les années 1930, pour éviter que le bâtiment ne soit pas totalement privé de puissance par un coup malheureux mettant hors service simultanément toutes les chaudières ou toutes les turbines.
Ces bâtiments étant conçus pour opérer dans le Pacifique, ils avaient un rayon d'action de plus de 15 000 nautiques à 15 nœuds, avec des réserves de mazout variant de 6 160 t à 6 330 t.

## Bâtiments de la classe Essex
La numérotation de la classe s'étend de CV-9 à CV-21, de CV-31 à CV-40, de CV-45 à CV-47 et de CV-50 à CV-55. Les numéros 22 à 30 ont été attribués aux porte-avions légers (CVL) qui ont constitué la classe Independence, et les numéros 41 à 44 à quatre porte-avions de bataille (CVB) de la classe Midway. La construction des unités CV-50 à CV-55 a été annulée, elles n'ont pas été lancées donc n'ont pas été baptisées, et les unités CV-35 et CV-46 n'ont pas été achevées.

### Premier groupe, à «coque courte»
Ce sont les bâtiments mis en service avec un seul affût quadruple de 40 mm Bofors à l'extrême avant, sous le porte-à-faux du pont d'envol.
| Navire                        | Mise sur cale     | Lancement         | Armement pour essais | Reclassement(s)                           | Fin de service actif | Fin de carrière                         |
| ----------------------------- | ----------------- | ----------------- | -------------------- | ----------------------------------------- | -------------------- | --------------------------------------- |
| USS Essex (CV-9)              | 28 avril 1941     | 31 juillet 1942   | 31 décembre 1942     | CVA-9 (1952), CVS-9 (1960)                | 30 juin 1969         | Démoli en juin 1975                     |
| USS Yorktown (CV-10)          | 1er décembre 1941 | 21 janvier 1942   | 15 avril 1943        | CVS-10 (1957)                             | 27 juin 1970         | Musée à Charleston (SC) depuis 1975     |
| USS Intrepid (CV-11)          | 1er décembre 1941 | 26 avril 1943     | 16 août 1943         | CVS-11 (1962)                             | 15 mars 1974         | Musée à New-York (NY) depuis 1982       |
| USS Hornet (CV-12)            | 3 août 1942       | 30 août 1943      | 29 novembre 1943     | CVA-12 (1951), CVS-12 (1958)              | 27 juillet 1989      | Musée à Alameda (CA) depuis 1998        |
| USS Franklin (CV-13)          | 7 décembre 1942   | 14 octobre 1943   | 31 janvier 1944      | AVT-8 (1948), CVS-13 (1953), AVT-8 (1959) | 17 février 1947      | Démoli en août 1966                     |
| USS Lexington (CV-16)         | 15 juillet 1941   | 26 septembre 1942 | 17 février 1943      | CVS-16 (1962), CVT-16 (1969)              | 8 novembre 1991      | Musée à Corpus Christi (TX) depuis 1992 |
| USS Bunker Hill (CV-17)       | 15 juillet 1941   | 7 décembre 1942   | 24 mai 1943          | CVS-17 (1953), AVT-9 (1959)               | 9 mai 1947           | Démoli en mai 1973                      |
| USS Wasp (CV-18)              | 18 mars 1942      | 17 août 1943      | 24 novembre 1943     | CVS-18 (1956)                             | 1er juillet 1972     | Démoli en mai 1973                      |
| USS Bennington (CV-20)        | 15 février 1942   | 26 février 1944   | 6 août 1944          | CVS-20 (1959)                             | 15 janvier 1972      | Démoli en janvier 1994                  |
| USS Bon Homme Richard (CV-31) | 1er février 1943  | 29 avril 1944     | 26 novembre 1944     | CVS-31 (1959)                             | 2 juillet 1971       | Démoli en mars 1992                     |

### Deuxième groupe, à «coque longue»
Ce sont les bâtiments, qui constituent la sous-classe Ticonderoga, avec une “coque longue”, c'est-à-dire une longueur hors-tout de 3,60 m de plus, mais un pont d'envol avec moins de porte-à-faux à l'avant pour améliorer les angles de tir de deux affûts quadruples de 40 mm Bofors à l'extrême avant.
| Navire                     | Mise sur cale     | Lancement        | Armement pour essais | Reclassement(s)                            | Fin de service actif | Fin de carrière                       |
| -------------------------- | ----------------- | ---------------- | -------------------- | ------------------------------------------ | -------------------- | ------------------------------------- |
| USS Ticonderoga (CV-14)    | 1er février 1943  | 7 février 1944   | 8 mai 1944           | CVA-14 (1952), CVS-14 (1969)               | 1er septembre 1973   | Démoli en septembre 1975              |
| USS Randolph (CV-15)       | 10 mai 1943       | 29 mai 1944      | 9 octobre 1944       | CVA-15 (1952)                              | 13 février 1969      | Démoli en mai 1975                    |
| USS Hancock (CV-19)        | 26 janvier 1943   | 24 janvier 1944  | 15 avril 1944        | CVA-19 (1952)                              | 30 janvier 1976      | Démoli en septembre 1976              |
| USS Boxer (CV-21)          | 13 septembre 1943 | 14 décembre 1944 | 16 avril 1945        | CVA-21 (1952), CVS-21 (1955), LPH-4 (1959) | 1er décembre 1969    | Démoli en février 1971                |
| USS Leyte (CV-32)          | 21 février 1944   | 23 août 1945     | 11 avril 1946        | CVA-32 (1952), CVS-32 (1953)               | 15 mai 1959          | AVT-10 (1959), démoli en mars 1970    |
| USS Kearsarge (CV-33)      | 21 février 1944   | 5 mai 1945       | 2 mars 1946          | CVA-33 (1952), CVS-33 (1958)               | 13 février 1970      | Démoli en février 1974                |
| USS Oriskany (CV-34)*      | 1er mai 1944      | 13 octobre 1945  | 25 septembre 1950    | CVA-34 (1950)                              | 30 septembre 1976    | Sabordé en mai 2006                   |
| USS Reprisal (CV-35)       | 1er juillet 1944  | 14 mai 1945      |                      |                                            |                      | Construction arrêtée le 11 août 1945  |
| USS Antietam (CV-36)       | 15 mars 1943      | 20 août 1944     | 28 janvier 1945      | CVA-36 (1952), CVS-36 (1953)               | 8 mai 1963           | Démoli en février 1974                |
| USS Princeton (CV-37)      | 14 septembre 1943 | 8 mai 1945       | 18 novembre 1945     | CVA-37 (1952), CVS-37 (1954), LPH-5 (1959) | 30 janvier 1970      | Démoli en mai 1971cvs-38 (1969)       |
| USS Shangri-La (CV-38)     | 15 janvier 1943   | 24 février 1944  | 15 septembre 1944    | CVA-38 (1952), CVS-38 (1969)               | 30 juillet 1971      | Démoli en août 1988                   |
| USS Lake Champlain (CV-39) | 15 mars 1943      | 2 novembre 1944  | 3 juin 1945          | CVA-39 (1952), CVS-39 (1957)               | 1er décembre 1969    | Démoli en avril 1972                  |
| USS Tarawa (CV-40)         | 1er mars 1944     | 12 mai 1945      | 8 décembre 1945      | CVS-40 (1955)                              | 30 mai 1960          | AVT-12 (1961), démoli en octobre 1968 |
| USS Valley Forge (CV-45)   | 14 septembre 1943 | 8 juillet 1945   | 3 novembre 1946      | CVS-45 (1954), LPH-8 (1961)                | 16 janvier 1970      | Démoli en octobre 1971                |
| USS Iwo Jima (CV-46)       | 29 janvier 1945   |                  |                      |                                            |                      | Construction arrêtée le 12 août 1945  |
| USS Philippine Sea (CV-47) | 19 août 1944      | 5 septembre 1945 | 11 mai 1946          | CVS-47 (1955)                              | 28 décembre 1958     | AVT-11 (1959), démoli en mars 1971    |

## Service

### Pendant la guerre du Pacifique
Au moment de l'attaque de Pearl Harbor le 7 décembre 1941, trois porte-avions de la classe Essex sont déjà en construction. Le programme est accru de onze à trente-deux unités, les délais de construction sont réduits, ainsi, l'USS Essex est lancé avec six mois d'avance et l'USS Intrepid avec dix-sept mois d'avance. Six unités sont ainsi mises en service en 1943 et sept en 1944. À la fin de la guerre, vingt-quatre auront été mises à l'eau et deux sont en cours d'achèvement.

#### Le porte-avions rapide, nouveau «capital ship»
Si la standardisation permet ces gains de productivité — au contraire de la construction navale japonaise moins bien organisée et avec de multiples classes de bâtiments — les navires en construction bénéficient également du retour d'expérience des porte-avions américains déjà au combat. Au fur et à mesure, les navires de la classe Essex voient ainsi leur défense anti-aérienne considérablement renforcée, l'intégration du radar, le doublement des catapultes pneumatiques (placées à l'avant, elles permettent aux premiers avions, lors du lancement d'un raid de décoller, ceux-ci ne pouvant bénéficier de toute la longueur de la piste).

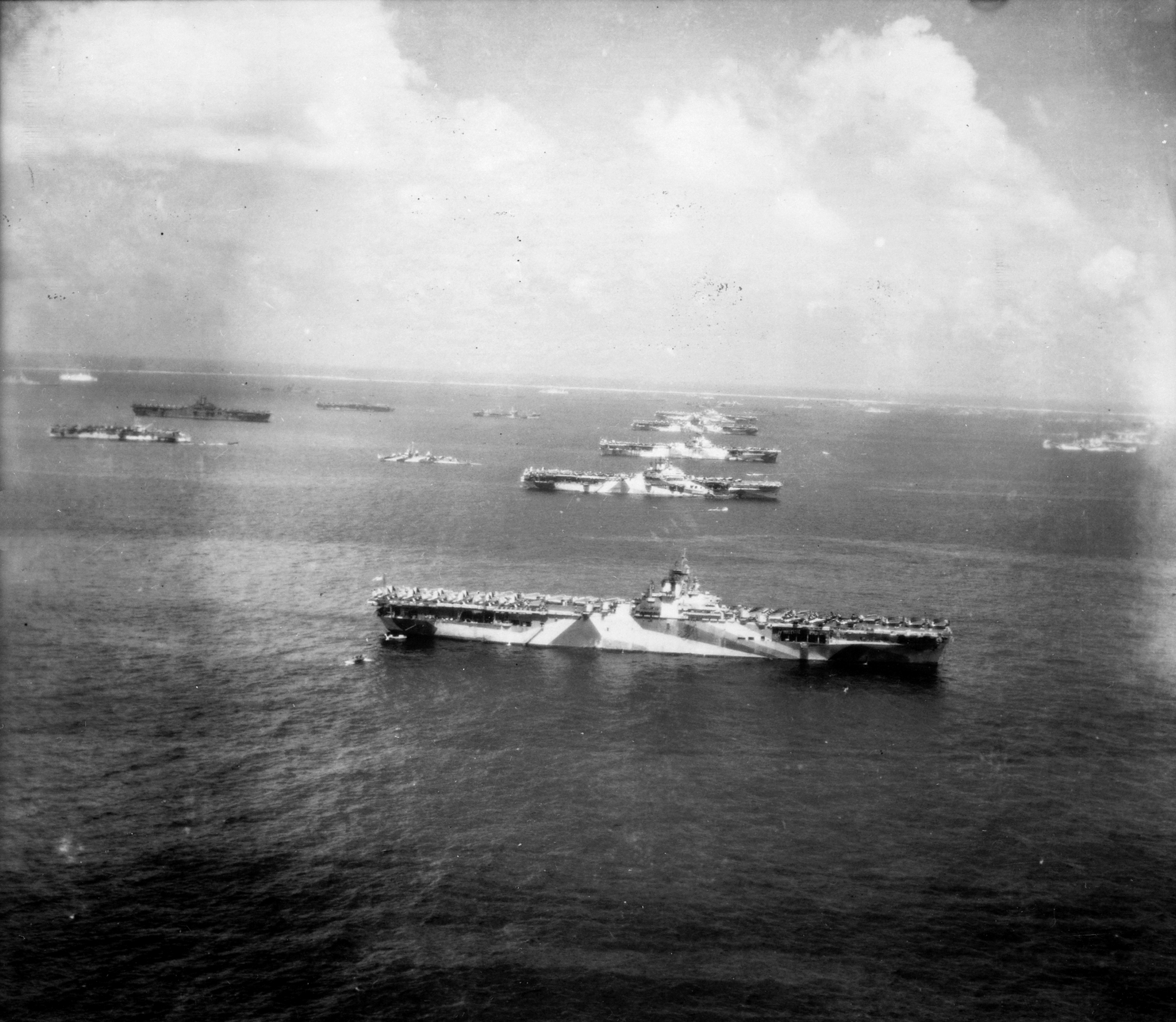
Les porte-avions rapides de la IIIe Flotte, les,,, et, le 8 décembre 1944, à l'atoll d'Ulithi

Mais les premiers combats de l'Essex confortent l'intérêt de l'U.S. Navy pour les porte-avions capables de lancer un grand nombre d'avions qui vont envoyer par le fond les cuirassés géants japonais et leur impressionnante DCA (défense contre avions), en octobre 1944, et en avril 1945, mais également suffisamment nombreux pour assurer une double protection aérienne des navires de la flotte du Pacifique, basse contre les avions torpilleurs et haute contre les bombardiers en piqué de l'aviation navale japonaise et in fine des kamikaze.
Le porte-avions rapide est ainsi devenu le nouveau « capital ship », par son “allonge” incomparablement supérieure à celle des cuirassés, avec une capacité de frappe dont la destruction des cuirassés géants Musashi et Yamato donnera la mesure, mais avec une capacité de défense anti-aérienne « active » également considérable, grâce à sa chasse embarquée.

#### Une nouvelle structure d'emploi, les «Task Forces»
Le grand nombre de ces porte-avions va permettre à l'U.S. Navy de mettre en œuvre des Forces opérationnelles (Task forces), c'est-à-dire des groupements temporaires de grands bâtiments avec leur escorte et navires de soutien, capables de mener de manière autonome des opérations de grande ampleur. La souplesse de ces Task Forces va faire merveille dans ce théâtre d'opérations extrêmement vaste du Pacifique.
Au cours de l'offensive de 1944 dans le Pacifique central, des îles Gilbert aux Philippines, on trouve plusieurs Task Forces, pour les différents débarquements de chaque opération, rassemblant des navires de transport et des bâtiments amphibies, des groupes d'appui-feu pour les bombardements navals préparatoires, constitués de cuirassés le plus souvent anciens et de croiseurs lourds, des « unités écrans », constituées de croiseurs et de destroyers contre les attaques aériennes et sous-marines, des unités d'appui avec des porte-avions d'escorte de la classe Casablanca ou de la classe Sangamon, enfin la couverture éloignée assurée par la Force opérationnelle des porte-avions rapides (Fast Carrier Task Force) rassemblant des porte-avions de la classe Essex et des porte-avions légers de la classe Independence, avec le soutien de cuirassés modernes. Comme le commandement de la Grande Flotte Bleue (“Big Blue Fleet”) a été alternativement exercé, de 1943 à 1945, par les amiraux Spruance et Halsey, elle était alors désignée comme la Ve Flotte, dans le premier cas, ou la IIIe Flotte, dans le second, et la Task Force des Porte-avions Rapides, était soit la TF 58, soit la TF 38 (cf. l'ordre de bataille de la bataille de la mer des Philippines (opération Forager) ou l'ordre de bataille lors de la bataille du golfe de Leyte).

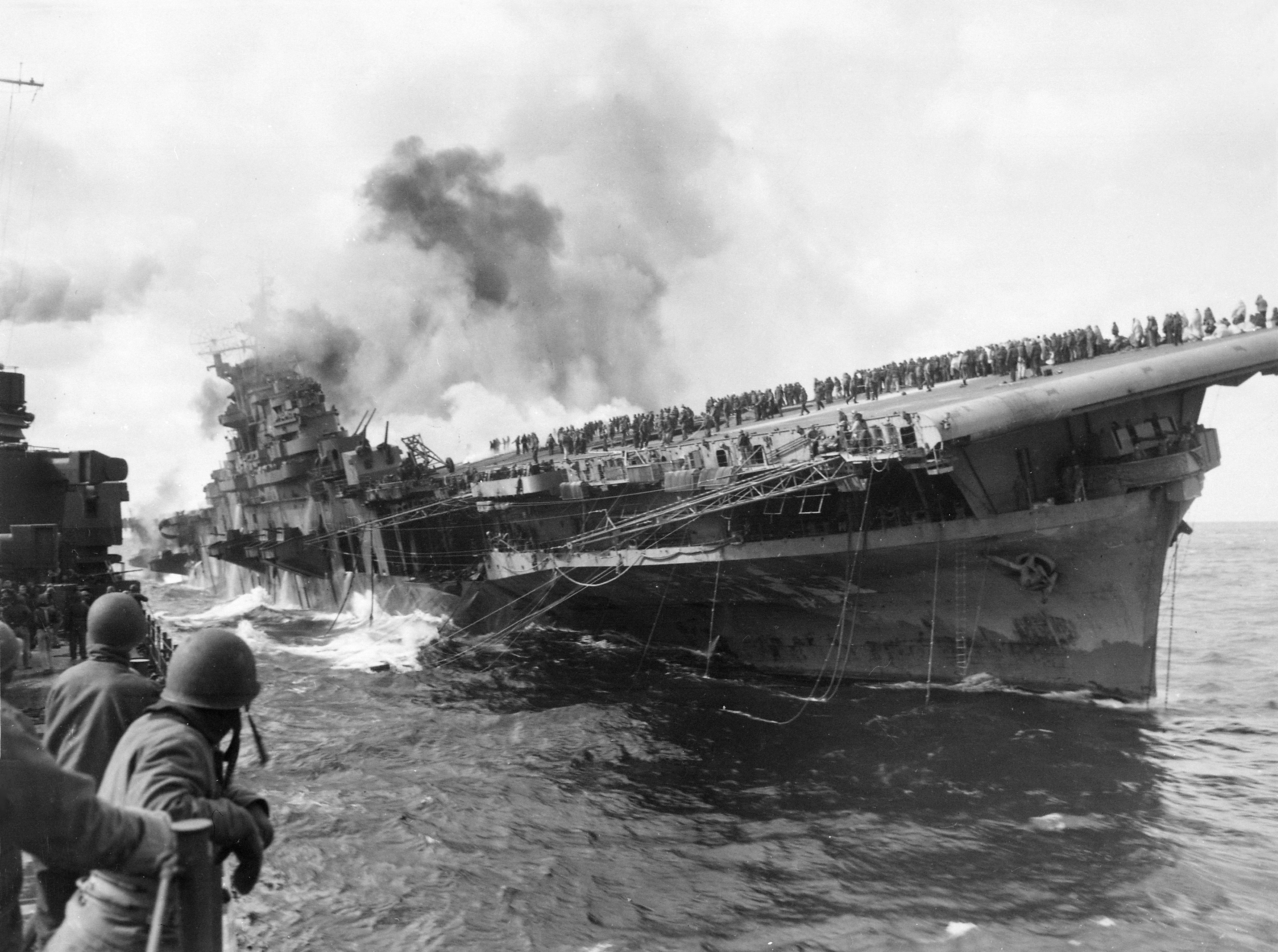
L' aura près de mille tués ou blessés après avoir été touché par deux kamikaze, le 19 mars 1945

Si les porte-avions de la classe Essex n'ont rallié la flotte qu'après les quatre premières batailles aéronavales de la guerre du Pacifique — bataille de la mer de Corail (mai 1942), bataille de Midway (juin 1942), bataille des Salomon orientales (août 1942), et bataille des îles Santa Cruz (fin octobre 1942) - ils vont participer dès 1943 dans le Pacifique central à l'attaque des premières lignes de défense japonaises, assurant la couverture de tous les débarquements américains. Cette supériorité est éclatante lors de la bataille de la mer des Philippines où les Américains opposent quinze porte-avions avec des avions performants, face à neuf porte-avions japonais, opérant des avions surclassés, avec des équipages très succinctement formés,. À la veille de la bataille du cap Engaño, c'est presque une erreur de la part de l'amiral Halsey, de voir dans les porte-avions japonais du vice-amiral Ozawa « une nouvelle et puissante menace », alors qu'il y a à peine plus d'appareils sur l'ensemble de ces porte-avions que sur un seul des huit porte-avions de la classe Essex que compte sa IIIe Flotte.

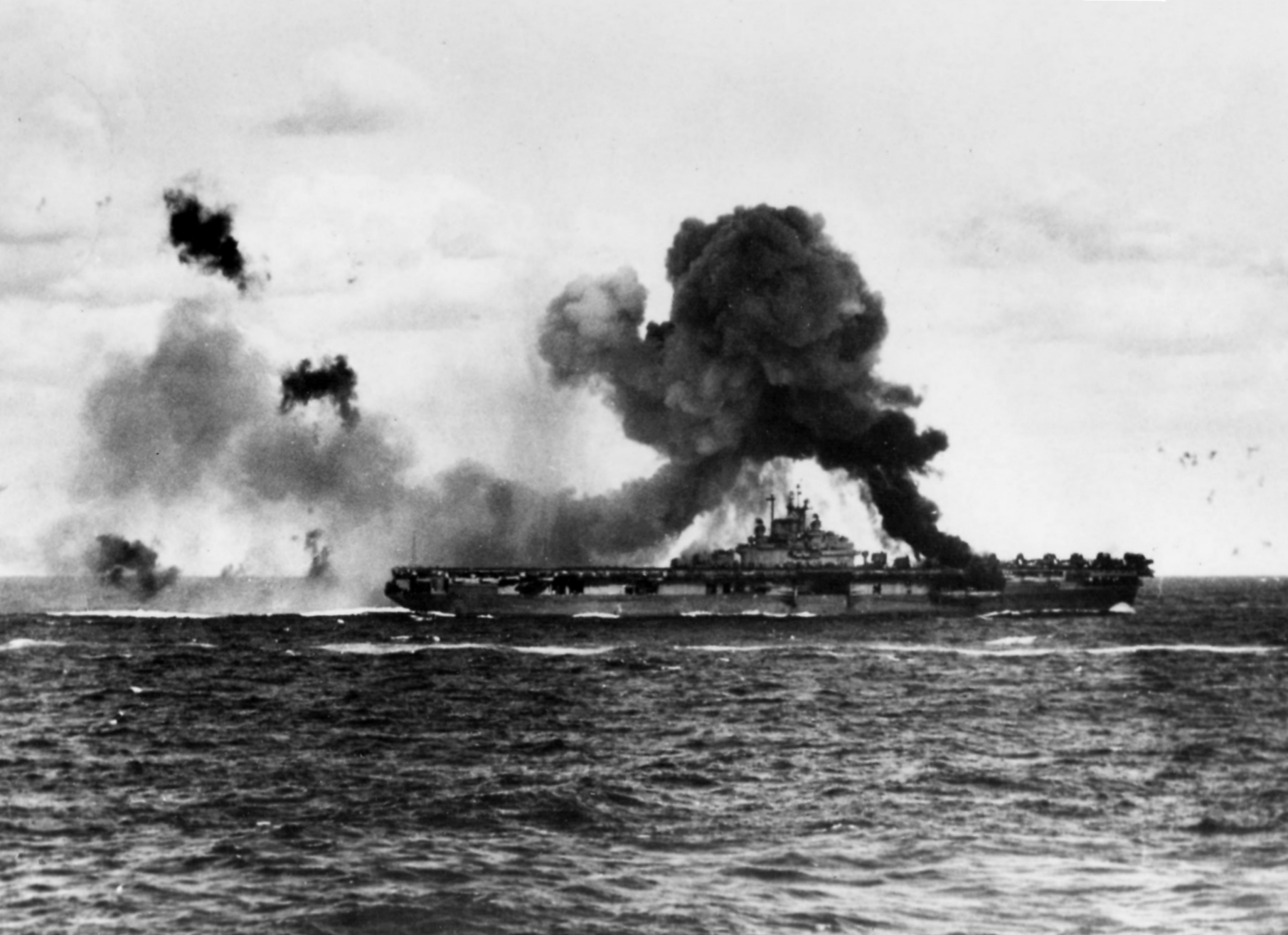
L', en flammes, après avoir été touché par deux kamikaze, le 16 avril 1945

Aucun porte-avions de la classe Essex ne sera perdu pendant la guerre du Pacifique, mais plusieurs ont été endommagés, comme l'USS Intrepid qui, lors du bombardement de Truk le 17 février 1944, a été torpillé et a eu son gouvernail et deux hélices du même bord hors service, mais a réussi à regagner l'atoll de Majuro,. Deux cependant ne vont pas retourner au combat après avoir été endommagés. D'abord, le 19 mars 1945, au large de Kyūshū, l'USS Franklin est éventré par deux bombes qui font exploser dans le hangar un appareil armé et en train de faire le plein de carburant. Un chavirement est évité de peu, des explosions secondaires se révèlent dévastatrices, mais le contrôle des incendies par les équipes de sécurité et le blindage du hangar protègent les stocks de munitions et le système de propulsion du navire. En dépit des 724 morts et 265 blessés, l'USS Franklin parvient à rallier New York par ses propres moyens (les chantiers navals américains de la côte du Pacifique étant débordés),. Tout ceci a bien montré la robustesse de la compartimentation des porte-avions de la classe Essex, en dépit de certains défauts de conception, notamment l'absence de blindage des parois verticales du hangar. Ensuite, le 11 mai 1945, devant Okinawa, l'USS Bunker Hill est touché par deux kamikaze, 389 hommes d’équipage sont tués et 264 blessés. Sur les quatorze “Essexes” ayant combattu dans le Pacifique, neuf ont été touchés par les Japonais, parfois plusieurs fois. En 1945, le Bureau of Ships a calculé qu'après leurs modifications radars et anti-kamikaze, les “Essexes” ne pouvaient guère supporter plus d'un impact de torpille contre deux lors de leur conception.
Dès la fin mars 1945, la construction des six dernières unités commandées de la classe Essex a été annulée avant même qu'elles soient mises en chantier. Parmi les dernières unités mises sur cale, l'achèvement de l'USS Oriskany est différé, et pour les deux unités dont la construction est la moins avancée, Reprisal et Iwo Jima, les travaux sont arrêtés, quatre et trois jours avant la capitulation japonaise.

### L'immédiat après-guerre (1945-1949)
Les combats contre le Japon s'achèvent le 15 août 1945 et la capitulation officiellement signée le 2 septembre, en baie de Tokyo, sur le cuirassé USS Missouri. Le 10 septembre, la première unité de la classe Midway est armée. C'est un porte-avions qui a le même déplacement de 45 000 tonnes que les cuirassés de la classe Iowa, mais des dimensions de coque encore supérieures, c'est d'ailleurs le premier bâtiment de l'U.S. Navy qui ne peut emprunter le canal de Panama. Le pont d'envol a un blindage de 8 pouces (203 mm), pour résister aux attaques kamikazes et il peut mettre en œuvre 137 appareils plus lourds que ceux opérant depuis les porte-avions de la classe Essex. Celle-ci apparait alors comme dépassée, avec ses modifications successives qui ont alourdi les navires comme les mats radars, et la profusion de défenses antiaériennes.
Deux séries de questions ont été débattues de façon concomitante, au cours de la fin des années 1940 aux États-Unis, en ce qui concernait les porte-avions, alors même que personne ne mettait en question leur contribution considérable à la victoire contre le Japon.
La première portait sur les bouleversements stratégiques et tactiques résultant de l'utilisation possible de la bombe atomique, alors que s'exacerbe la rivalité entre l'URSS et les États-Unis, particulièrement sur le continent européen (Guerre civile grecque (1946-1949), Coup de Prague (février 1948), Blocus de Berlin (1948-1949)). C'est l'époque où les expériences de Bikini (Opération Crossroads) essaient d'évaluer la vulnérabilité des porte-avions, en l'occurrence les Saratoga (ex CV-3) et Independence (ex CVL-22). Des voix divergentes se font entendre, le général Doolittle et l'amiral King, entre autres, au sujet de l'utilité des porte-avions, tout ceci dans un climat de contrainte sur le budget des armées au lendemain d'années de guerre, et alors que les États-Unis ont encore le monopole de l'arme atomique. Ce qui est aussi en cause, c'est la prééminence des armées les unes par rapport aux autres : quel rôle respectif pour la Navy ou pour l'Air Force ? quels matériels devaient être commandés en priorité, un super-porte-avions, l'USS United States, ou les bombardiers intercontinentaux B-36 ? au point d'en arriver à ce que l'on a appelé « la révolte des amiraux », en 1949.

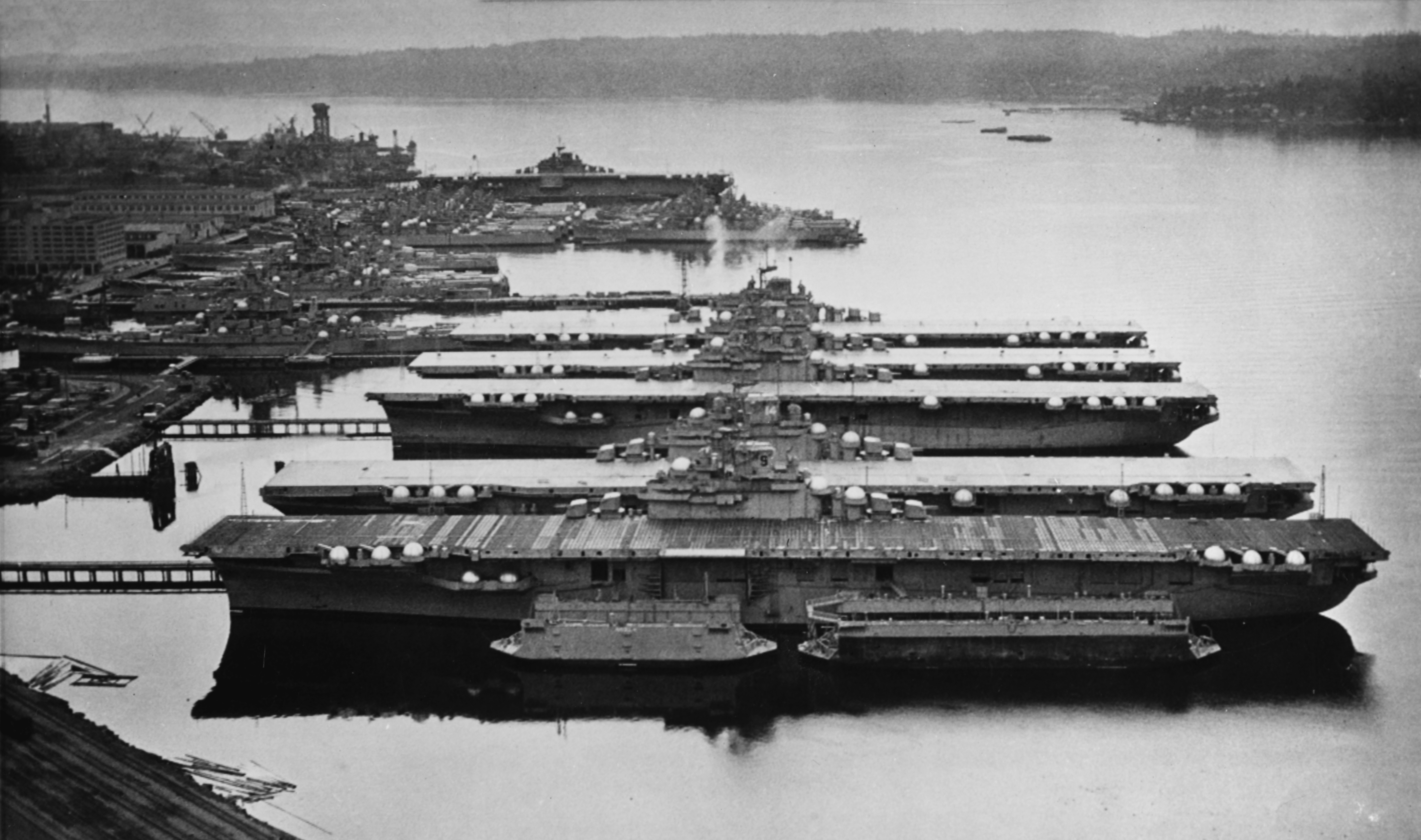
Porte-avions de la classe Essex, “dans la naphtaline”, en 1948

Dans cette période où, aux États-Unis, les positions favorables à l'aéronautique navale étaient contestées, les deux tiers des porte-avions de la classe Essex ont été désarmés, à partir de 1947, de sorte que ne sont restés en service actif que les plus récents, USS Boxer, Leyte, Kearsarge, Antietam, Princeton, Tarawa, Valley Forge, et Philippine Sea.
La seconde question débattue à l'époque, mais principalement au sein de milieux de la Marine, est la possibilité de mettre en œuvre des avions à réaction à partir des porte-avions. Les premiers essais ont lieu dès la fin de 1945, un Vampire I s'est posé, le 3 décembre 1945, sur le HMS Ocean; et six mois plus tard, un prototype XFD-1 Phantom a décollé et apponté sur l'USS Franklin D. Roosevelt. Les problèmes techniques à résoudre, liés à la vitesse et au poids plus élevé des jets, à leur carburant différent, à leur très grande consommation, qui ont des conséquences sur les capacités de stockage et la vitesse d'approvisionnement, sont assez vite apparus solubles
La modernisation de l'aviation navale s'est ainsi poursuivie, avec des appareils qui ont eu plus ou moins de succès. Le Grumman F7F Tigercat, un chasseur bombardier bimoteur conçu pour être mis en œuvre sur les porte-avions de la classe Midway ne réussit jamais à obtenir la certification de la Navy mais a servi comme chasseur de nuit pour l'U.S. Marine Corps en Corée. Le Grumman F8F Bearcat,, conçu pour être mis en œuvre sur de petits porte-avions et dont seront équipés pas moins de 24 escadrilles de chasseurs de l'U.S. Navy, ne sera jamais engagé en opérations, sous les couleurs américaines, mais comme chasseur bombardier, par l'Armée de l'Air française en Indochine. En décembre 1946, le Douglas A-1 Skyraider a rejoint, comme chasseur-bombardier, les groupes aériens des porte-avions, dans lesquels on comptait encore des Corsair. Vont apparaître ensuite les premiers avions à réaction, le Grumman F9F Panther, le McDonnell F2H Banshee, voire le North American A-2 Savage, conçu par l'U.S. Navy comme un bombardier moyen de bombardement nucléaire, mais qui ne pouvait être mis en œuvre que par les porte-avions de la classe Midway.

### Le temps des refontes

#### L'achèvement de l'USSOriskanyet les refontes SCB 27

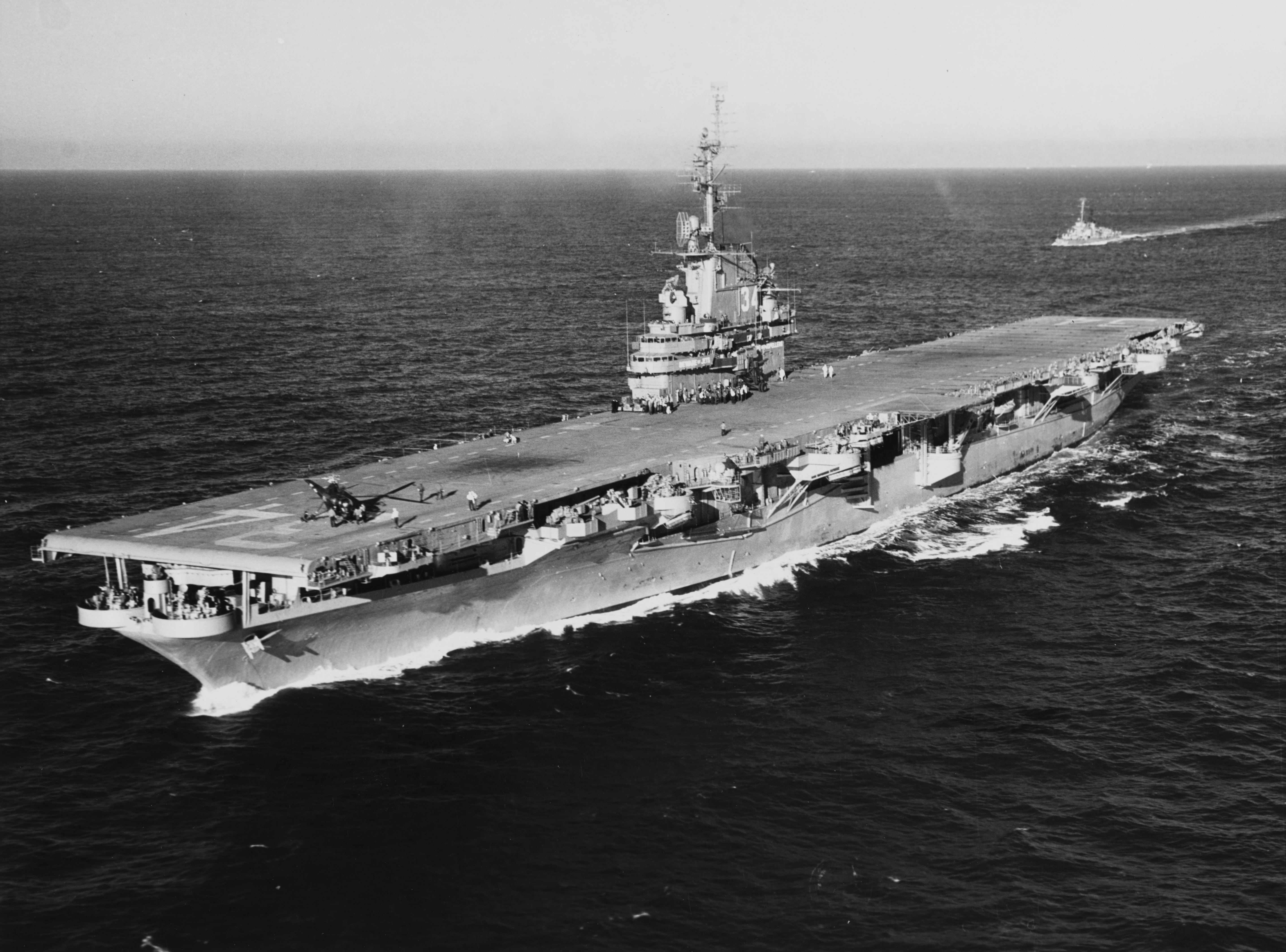
L', en décembre 1950, dans l'Atlantique

En août 1947, les travaux d'achèvement de l'USS Oriskany ont repris, conformément au programme 27 du Bureau des Caractéristiques des Navires (SCB-27 (en)) pour pouvoir mettre en œuvre des avions à réaction. Le pont d'envol fut renforcé pour supporter des appareils pouvant atteindre 23,5 tonnes et les ascenseurs pour en accueillir de 13 tonnes. La capacité de stockage du carburant a été portée à 300 000 US gallons (1 136 m3) et la vitesse de pompage à 50 US gallons par minute (190 l/min).
Les quatre tourelles doubles de 127 mm à double usage ont été remplacées par quatre affûts simples, le long du pont d'envol, à tribord, avec deux postes de direction de tir supplémentaires. Pour la DCA rapprochée, aux affûts quadruples de 40 mm Bofors, furent préférés des affûts doubles de 3 pouces (76,2 mm)/50 calibres, dont étaient dotés, à la même époque, les croiseurs des classes Des Moineset Worcester.
L'îlot a été redessiné, plus court, plus haut, dominé d'une cheminée coiffée d'un capot, et à l'intérieur les chambres de veille ont été installées sous le pont blindé, avec un escalier mécanique pour faciliter l'accès au pont des pilotes avec leur harnachement. Si le blindage horizontal est resté celui des unités construites de la classe Essex, le blindage vertical de 102 mm de la ceinture de coque a été remplacé par un revêtement pare-éclats. Le déplacement dépassant 30 000 tonnes, il a fallu ajouter un caisson externe sous-marin, pour ne pas accroître le tirant d'eau, ce qui a porté la largeur maximale de la coque à 30,80 mètres. Mais avec la même propulsion que les autres unités de la classe Essex, la vitesse maximale aux essais a été de 32,5 nœuds, avec un déplacement de 37 400 tonnes,. L'USS Oriskany a été armé le 25 septembre 1950, mais déjà, les USS Essex, Wasp, et Lake Champlain , qui avaient été désarmés et placés en réserve depuis trois ans, ainsi que l' USS Kearsarge, avaient pris le chemin des chantiers navals de New York, Puget Sound ou Quincy pour y bénéficier d'une refonte sur la base du programme SCB 27. L'USS Bennington suivit en décembre 1950, puis en 1951, les USS Yorktown, Randolph, Hornet et Hancock.

#### Les refontes SCB 27C et SCB 125

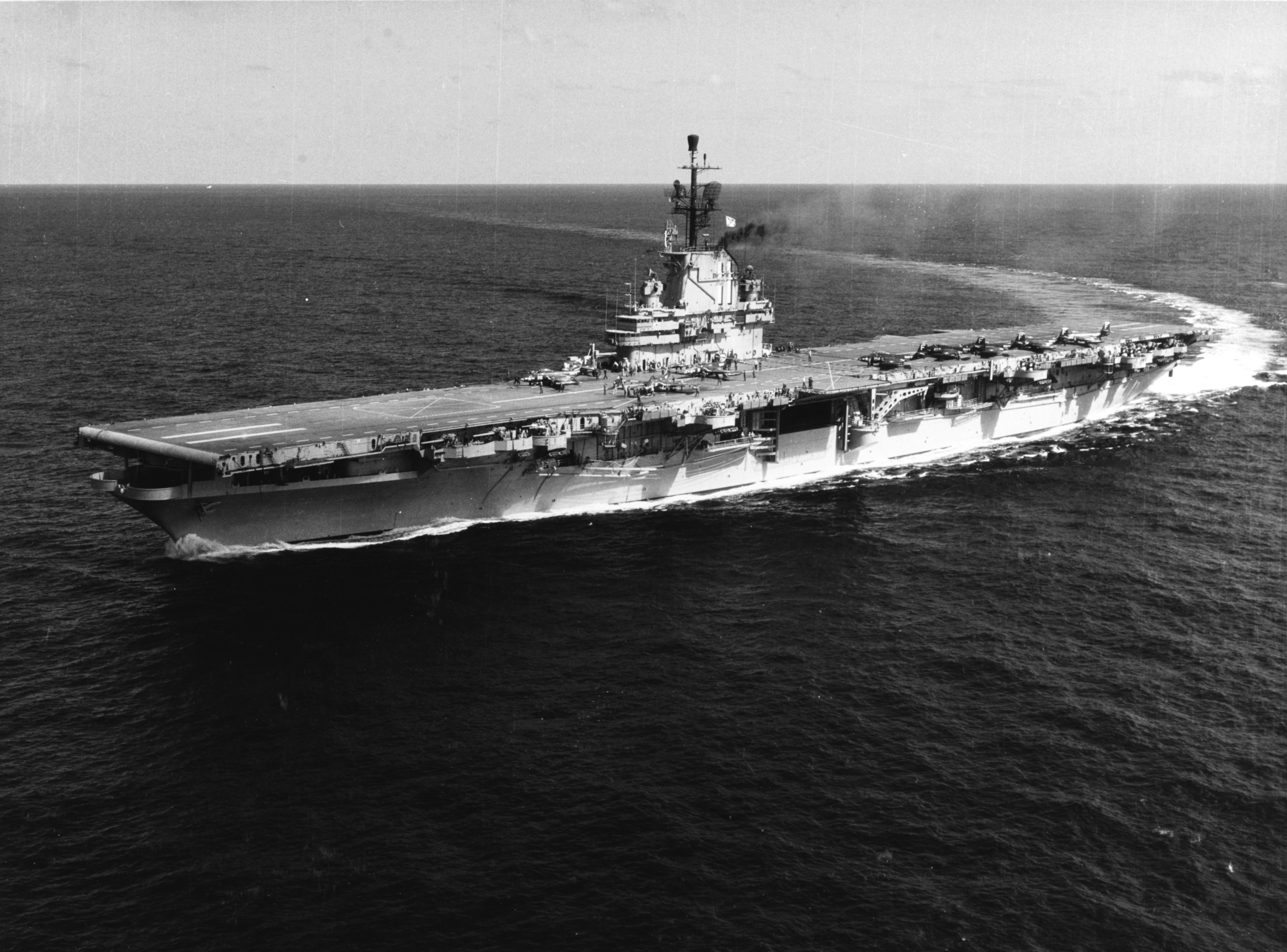
L', en 1955, au large de Guantanamo. Il vient de bénéficier de la refonte SCB-27C, il met en œuvre des avions à réaction “Banshee”, mais n'a pas encore de piste oblique

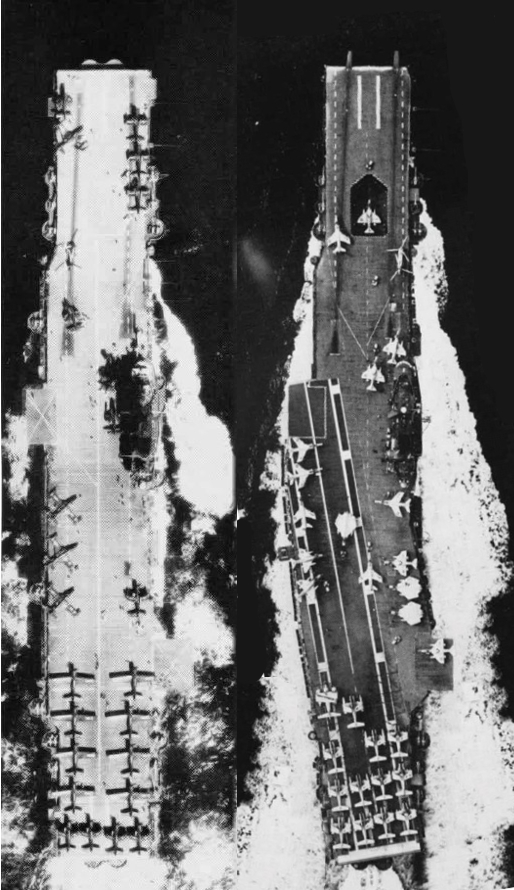
L', avant (à gauche) et après (à droite) sa modernisation SCB-125 qui a eu lieu entre septembre 1956 et mars 1957.

L'USS Hancock a bénéficié d'un programme de refonte, SCB 27 C, qui a conduit à l'installation de déflecteurs contre le souffle des réacteurs, d'une barrière d'arrêt d'urgence, pour protéger les avions parqués à l'avant du pont d'envol des avions qui n'auraient pas réussi à accrocher les brins d'arrêt, et de capacités de stockage des armes nucléaires, toutes installations qui ne figuraient pas dans les premières refontes dites SCB 27 A. Une modernisation des catapultes hydrauliques alors en service apparaissait nécessaire, car elles ne semblaient pas assez puissantes pour lancer les appareils les plus récents, et la Royal Navy avait installé à titre expérimental, en 1951, sur le HMS Perseus un système de catapulte à vapeur, celle-ci fournie par l'appareil propulsif, qui avait donné lieu à des essais conjoints aux États-Unis. Ayant acquis le droit d'utiliser ce système en avril 1952, l'U.S. Navy décida de l'installer sous la désignation C-11, pour remplacer les catapultes en place du type H8, sur l'USS Hancock, mais le maître-bau s'en est trouvé porté à 31,40 mètres et le déplacement à 43 750 tonnes.

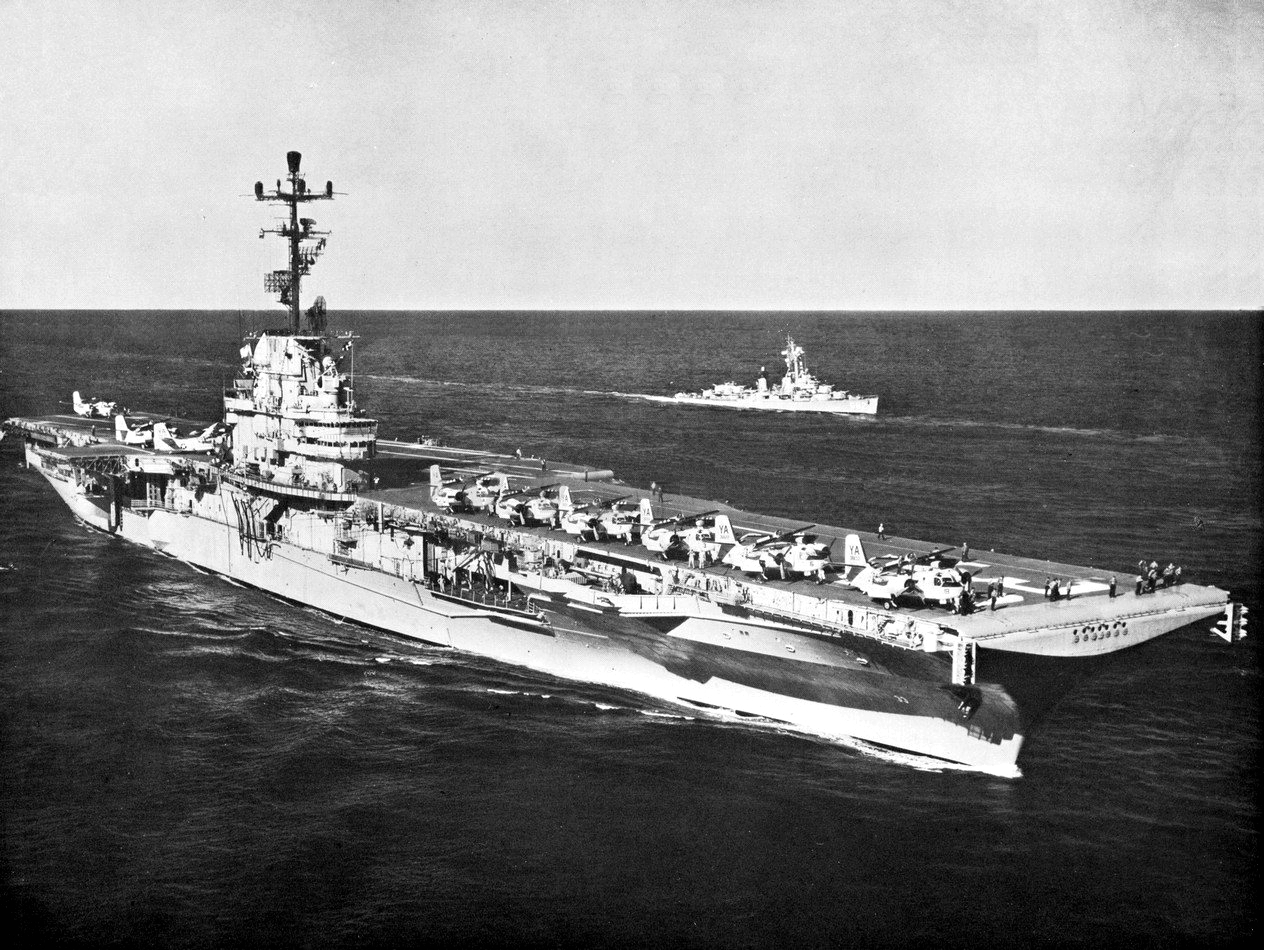
Sur cette photo de l', en 1959, on voit bien la nouvelle proue avec “pont-abri”, mise en place au cours d'une refonte SCB-125

Dès 1951, les Britanniques ont été préoccupés par la vitesse à l'appontage des avions à réaction, et des risques encourus, par l'appareil et pour le pont d'envol si un appareil manquait l'accrochage des brins d'arrêt et finissait dans la barrière de sécurité. La solution proposée consistait à faire l'appontage avec un axe de plusieurs degrés sur bâbord, ce qui permettait de remettre les gaz sans danger pour faire un nouvel essai d'appontage. Cela a été expérimenté sur le HMS Triumph avec un simple marquage sur le pont d'envol. Après des essais jugés concluants sur l'USS Midway, l'USS Antietam a bénéficié, à partir de septembre 1952, d'une refonte pour le doter d'une telle “piste oblique”. Mais ceci conduisait à rendre inutilisable pendant les opérations d'appontage l'ascenseur latéral qui se trouvait à bâbord, à hauteur de la passerelle. On décida donc de transférer l'ascenseur latéral à tribord, à l'arrière de l'îlot. On en profita également pour changer la forme de la proue, en installant un “pont-abri” (aussi désigné “proue ouragan”) qui a fait disparaitre le ou les affûts de DCA à courte portée de l'extrême avant, et lorsque cette transformation a été généralisée, la distinction entre “coques longues” et “coques courtes” en a été supprimée.
Ces travaux désignés comme la refonte SCB-125 furent immédiatement entrepris sur les USS Shangri-La, Bon Homme Richard, et Lexington, dont la refonte SCB-27 C avait commencé respectivement en octobre 1952, mai et septembre 1953. Mais on décida ensuite de procéder à cette implantation de la piste oblique sur les porte-avions de la classe Essex qui avaient bénéficié de la refonte SCB-27 A, à l'exception de l'USS Lake Champlain, ce qui s'est échelonné pour le début des travaux de juin 1954 à janvier 1957, pour s'achever en mai 1959. À ce moment, les quatre porte-avions géants de la classe Forrestal étaient déjà en service, et un nouveau porte-avions géant, à propulsion nucléaire était en construction qui a été baptisé un an plus tard Enterprise.
On aura remarqué que les USS Franklin et Bunker Hill n'ont bénéficié d'aucune refonte et sont restés en réserve. En revanche tous les autres porte-avions de la classe Essex qui se sont trouvés en service actif, qu'ils aient été désarmés puis réarmés, qu'ils aient bénéficié d'une refonte ou non, ont été, après 1952, reclassés porte-avions d'attaque, CVA.

### Pendant la «guerre froide»
La classe Essex va participer à différents conflits et opérations durant la « guerre froide ». Elle va constituer un instrument redoutable pour la mise en œuvre de la politique américaine de « containment », pendant vingt ans et à l'échelle mondiale. Mais on aura garde de négliger l'importance accordée à la logistique, dans la conduite des opérations navales des États-Unis, instruits par l'expérience de la guerre du Pacifique, avec un train d'escadre important comprenant pétroliers ravitailleurs, transports de munitions et navires-ateliers.

#### Au large de la Corée (1950-1953)

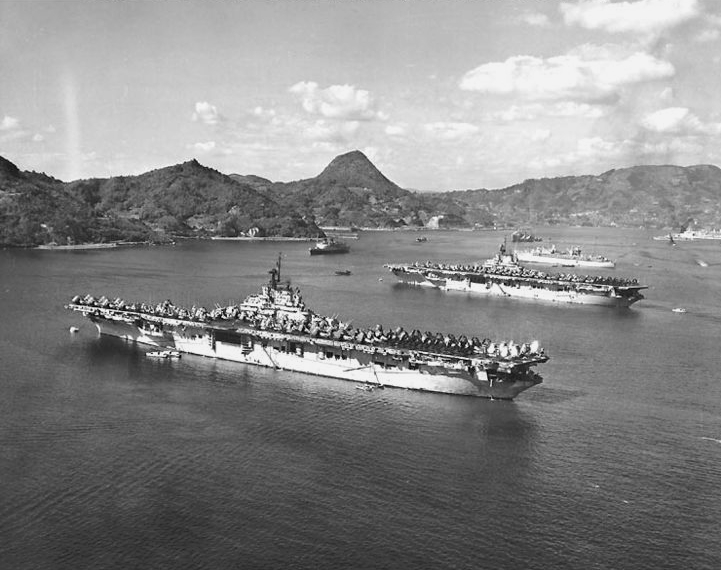
Les et en octobre-novembre 1950 à Sasebo.

Le 25 mai 1950, l'armée nord-coréenne envahit la Corée du Sud, occupe Séoul et progresse rapidement vers le sud. L'USS Valley Forge, qui se trouve à Hong-Kong, rallie aussitôt les Philippines. La topographie de la Corée, une péninsule de moins de 300 km entre la mer Jaune, à l'ouest, et la mer du Japon, à l'est, se prête bien à l'emploi des porte-avions, et c'est ainsi que, sous l'ombrelle des F9F Panther, les A-1 Skyraider et les F4U Corsair de l'USS Valley Forge vont appuyer, dès le 3 juillet, les troupes des Nations unies, pendant leur retraite jusqu'à la bataille du périmètre de Busan, à laquelle a participé l'USS Philippine Sea arrivé en août. L'USS Boxer, dans la deuxième semaine de juillet, a transporté un renfort de 150 P-51 Mustang. Au cours de cet aller et retour, les records de vitesse des traversées trans-Pacifique ont été battus, dans les deux sens. Il va participer ensuite à la couverture du débarquement d'Inchon, à la mi-septembre 1950. En octobre, est arrivé l'USS Leyte, en janvier 1951 l'USS Princeton, en mai l'USS Bon Homme Richard.
En septembre 1951, l'USS Essex, sortant de sa première refonte, a été le premier porte-avions à mettre en œuvre en Corée des F2H Banshee. En novembre 1951, l'USS Antietam, désarmé en juin 1949 et réarmé en janvier 1951, a rejoint en novembre la Task Force 77. En 1952, l'USS Kearsarge, sortant de sa première refonte, est arrivé au Japon à la mi-septembre 1952, l'USS Oriskany en octobre, et en janvier 1953 l'USS Lake Champlain.

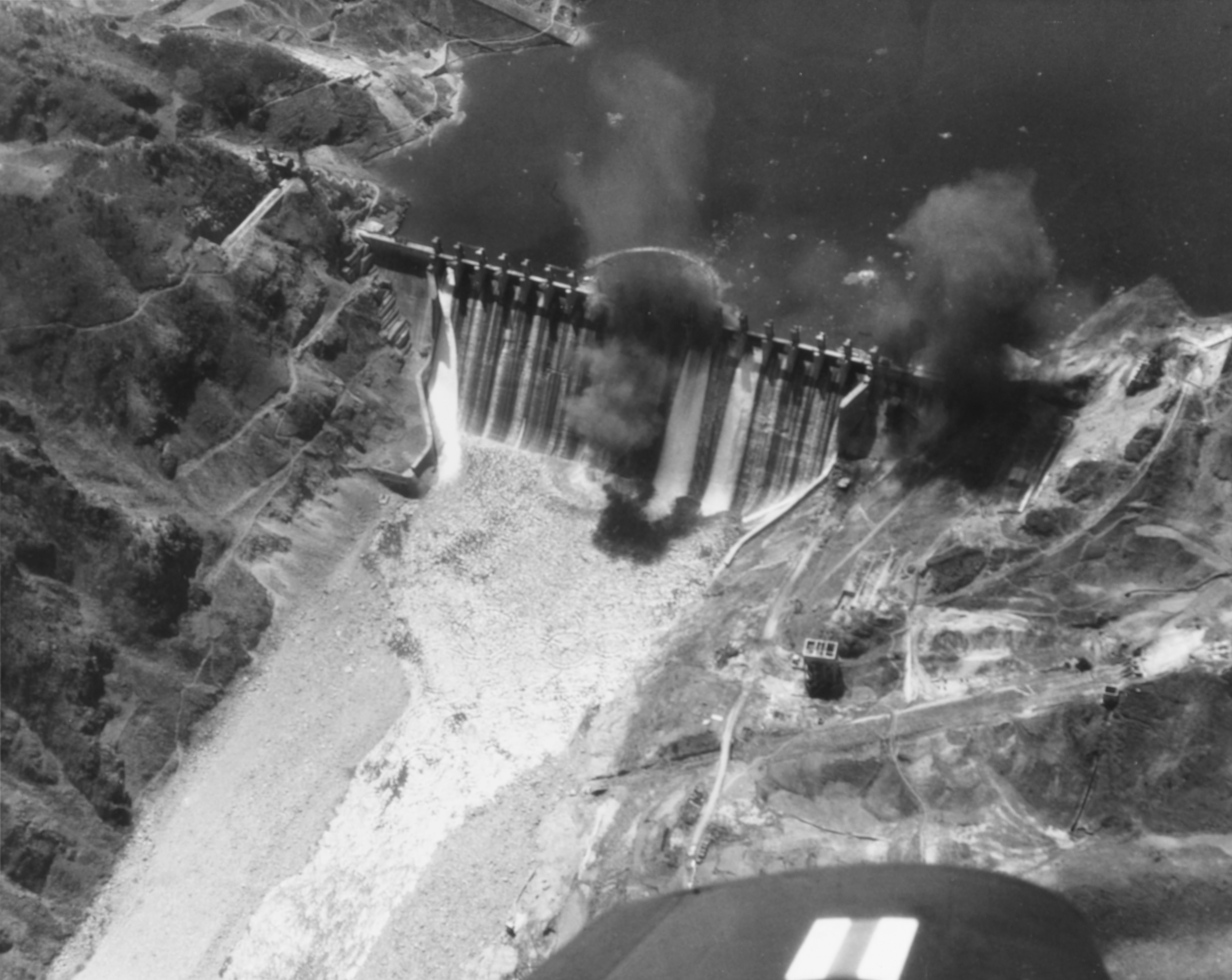
Le barrage de Hwacheon, vu depuis un Corsair américain, le 1er mai 1951

Au total, ce sont onze porte-avions de la classe Essex qui ont été engagés pendant la guerre de Corée, aux côtés d'un porte-avions léger de la classe Independence et de six porte-avions d'escorte de la classe Commencement Bay, et aucun de la classe Midway. Les opérations menées par l'USS Valley Forge, l'USS Philippine Sea et l'USS Boxer, ont été, de juillet à fin novembre 1950, l'appui des unités au sol, pendant la période de la guerre de mouvement du 38e parallèle à Taegu, puis de Taegu au Yalu, jusqu'à la stabilisation au niveau du 38e parallèle, après l'intervention chinoise, au cours de la bataille du réservoir de Chosin. La destruction des infrastructures de communication a aussi fréquemment été une des missions des porte-avions rapides de la VIIe Flotte, comme l'attaque de l'aérodrome de Pyongyang, en juillet 1950, la destruction de très nombreux ponts, d'infrastructures ferroviaires, en particulier sur la côte orientale, ou d'installations de production d'électricité, comme le barrage de Hwacheon, détruit le 1er mai 1951, par huit Skyraider de l'USS Princeton, après un échec des B-29,, ou le complexe hydro-électrique de Sui-ho, qui a été l'objet d'attaques massives, de juin 1952 jusqu'à la fin de la guerre. En matière de missions de supériorité aérienne, l'engagement contre des chasseurs soviétiques MiG-15 a été réservé plutôt à des appareils de l'U.S. Air Force, notamment des F-86 Sabre, dans la MiG Alley sur la partie occidentale du cours du fleuve Yalu. Pour autant, les Panther embarqués ont revendiqué cinq victoires contre des MiG-15.
Mais au total, la guerre de Corée a apporté la démonstration que l'arme atomique n'empêchait pas l'éclatement de conflits conventionnels, et que dans le domaine de la guerre navale, les porte-avions étaient des instruments redoutables en matière de projection de puissance.

#### En Extrême-Orient et en Méditerranée orientale (1954-1958)
Moins d'un an après le cessez-le-feu en Corée, s'est achevée la guerre d'Indochine, menée par les Français contre le Viet-Minh. En mars 1954, pendant la bataille de Dien-Bien-Phu, l'appui aérien au bénéfice des troupes assiégées auquel participaient les deux porte-avions légers La Fayette (l'ex-USS Langley) et Arromanches (ex-HMS Colossus) s'est révélé insuffisant. Le gouvernement français a alors demandé une intervention de l'U.S. Navy, et l'aviation embarquée du Task Group 70.2, constitué spécialement des USS Essex, Boxer, et Philippine Sea, et qui avait pris position dans le golfe du Tonkin, est allée jusqu'à effectuer des vols de reconnaissance, mais le Gouvernement américain n'a pas voulu donner suite.
Les porte-avions de la classe Essex n'auront pas l'occasion de mener des opérations de guerre dans les années suivantes en Extrême-Orient, mais l'USS Wasp a couvert, pendant la première crise du détroit de Formose, en février 1955, l'évacuation de l'archipel des Tachen, attaqué par l'Armée populaire de libération de la République populaire de Chine.

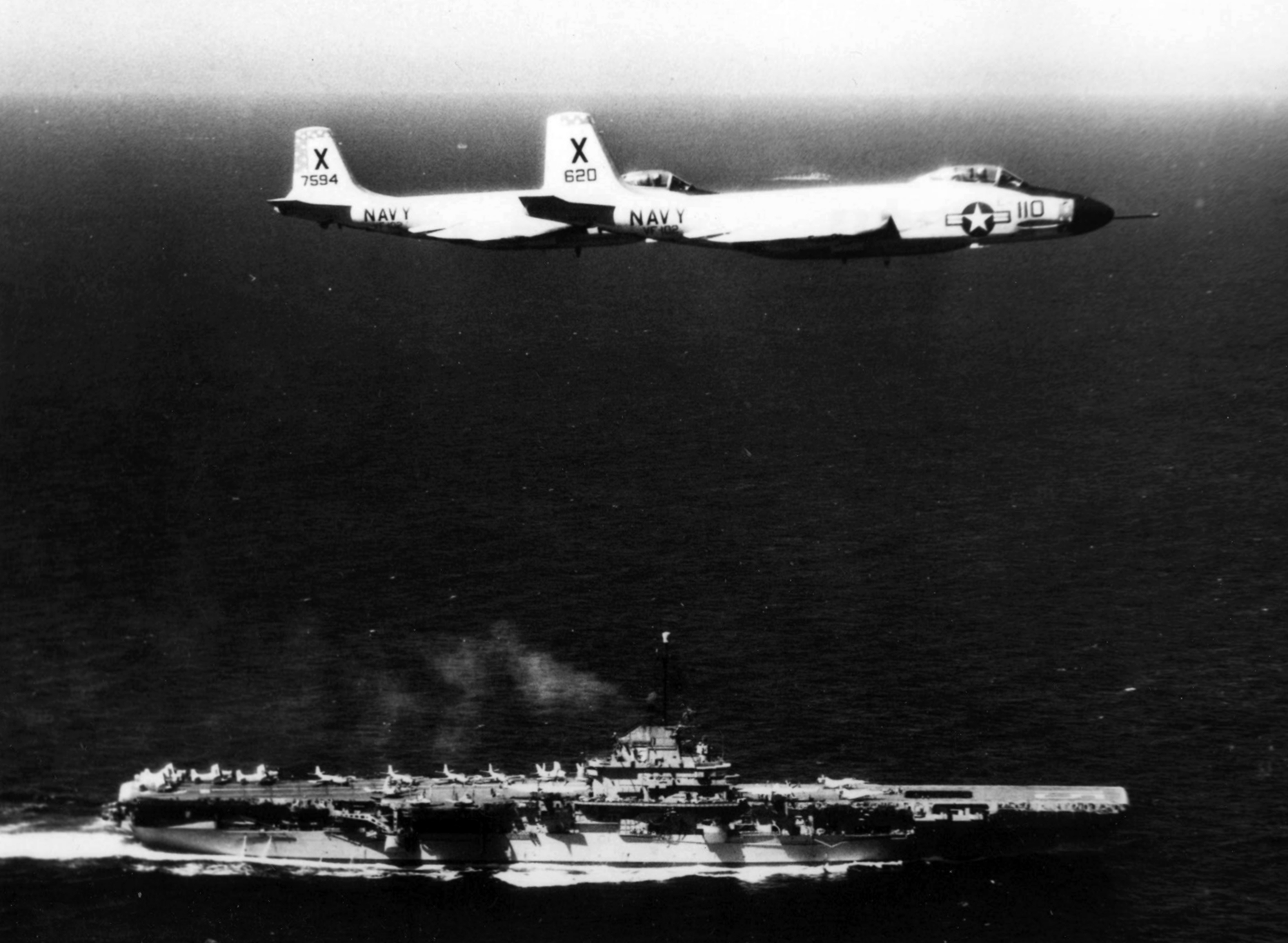
L', en Méditerranée, en 1956, survolé par deux de ses chasseurs McDonnell F2H-4 “Banshee”

Le 26 juillet 1956, le Raïs Gamal Abdel Nasser, figure importante du Mouvement des non alignés, décide la nationalisation par l'Égypte de la Compagnie universelle du canal maritime de Suez. Les gouvernements britanniques et français vont y voir une chance (ou un prétexte) pour monter une opération militaire destinée à occuper la zone du canal de Suez, avec le concours de l'État d'Israël, auquel l'Égypte prétendait interdire l'accès à la mer Rouge. Le 29 octobre commence l'offensive israélienne dans le Sinaï. La VIe Flotte américaine qui compte en son sein l'USS Coral Sea et l'USS Randolph, tandis que l'USS Antietam la rallie depuis les Pays-Bas, va couvrir l'évacuation des Américains résidant en Égypte. Une démonstration de force aéronavale et aéroportée britannique et française a lieu à Port-Saïd, à partir du 6 novembre 1956. Elle s'effectue sous une surveillance, nullement bienveillante, de la VIe Flotte américaine,. C'est un succès militaire initial incontestable. Mais une très forte pression diplomatique de l'U.R.S.S., l'absence de soutien des États-Unis, et la pusillanimité des gouvernements français et britanniques aboutissent à interrompre la progression des troupes à terre à mi-chemin de Suez. La débâcle politique est totale, les Franco- Britanniques rembarquent et seuls les Israéliens, qui occupent le Sinaï, restent sur le bord du canal.
En 1958, la création de la République Arabe Unie, le 1er février, issue du rapprochement de l'Égypte et de la Syrie, sanctionnée par un référendum qui recueille plus de 90 % des voix, et dont Nasser est le président, se heurte à l'hostilité des rois Hussein de Jordanie et Fayçal d'Irak favorables aux puissances occidentales, ce qui provoque des manifestations violentes d'une partie de la population irakienne et un climat insurrectionnel au sein de la communauté musulmane du Liban, favorable à Nasser. À la suite d'un coup d'état en Irak, le 14 juillet, au cours duquel le roi Fayçal et le Premier ministre Nouri Saïd sont tués, le président libanais Camille Chamoun demande l'intervention des États-Unis. Ce sera l'opération Blue Bat (Chauve-souris Bleue).
L'USS Saratoga, navire amiral de la VIe Flotte qui se trouvait à Cannes, l'USS Essex, qui était au Pirée et l'USS Wasp à Naples ont appareillé dès le 15 juillet au matin, pour la Méditerranée orientale, des bataillons d'U.S. Marines, l'un basé au sud de Chypre, un second au nord de la Crète, un troisième en route pour les États-Unis qui se trouvait vers Gibraltar ont débarqué à Beyrouth, du 15 au 18 juillet, sans opposition, et ont sécurisé l'aéroport. Des unités de l'Armée, venues d'Allemagne, sont arrivées à partir du 18, après escale à Adana en Turquie. Des appareils de l'U.S. Air Force (des chasseurs bombardiers “F-100”, des bombardiers moyens Canberra) sont arrivés, à partir du 20 juillet, alors que l'aviation embarquée des porte-avions de la VIe Flotte assurait la couverture aérienne. À la fin août, la situation était calmée, et les troupes américaines sont reparties en octobre.

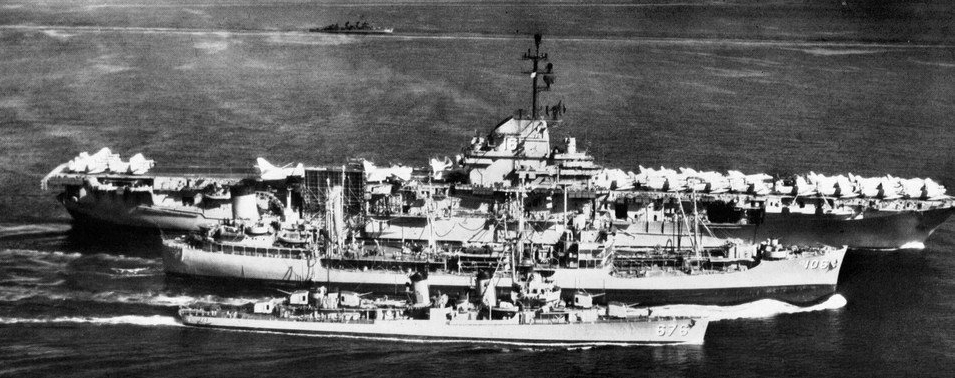
L', pendant la deuxième crise du détroit de Formose, en septembre 1958

Concomitamment, ou corrélativement, la tension remonte dans le détroit de Formose, avec à partir du 23 août 1958, des bombardements d'artillerie violents des forces de la République Populaire de Chine sur les îles Quemoy et Matsu, tenues par le forces de Tchang Kaï-chek. Mais craignant que l'engagement américain dans une partie du monde, au cas particulier en Méditerranée, ne pousse les Communistes à agir ailleurs, l'amiral Arleigh Burke, toujours en poste de Chef des Opérations Navales, avait, le 7 août, donné ordre à l'USS Lexington, qui était au large de la côte ouest des États-Unis de rallier la VIIe Flotte. Le 23 août, l'USS Hancock était à l'est de Formose, l'USS Shangri-La était au large de Yokosuka, les USS Lexington et Princeton étaient à l'est du Japon, et l'USS Midway arrivait à Pearl Harbour, venant de la côte ouest des États-Unis. L'USS Essex qui était arrivé à Naples, le 23, venant du Liban, a levé l'ancre le 25, cap à l'est pour rallier la VIIe Flotte, en passant par le canal de Suez, ce qui lui aura fait parcourir, à l'été 1958, 75 000 nautiques, soit un tiers de la distance qu'il avait parcourue en 2½ ans, pendant la guerre du Pacifique. Cette vitesse de déploiement et la détermination montrée par le pouvoir politique américain de défendre les positions de la Chine nationaliste a rapidement conduit à calmer l'ardeur de la Chine Populaire.

#### Les porte-avions d'attaque, vecteurs de l'arme nucléaire
Si les trois grands porte-avions de la classe Midway n'ont pas été engagés en Corée, c'est parce qu'ils constituaient l'élément essentiel de la composante navale de la force de frappe atomique des États-Unis, qui semblait devoir être prioritairement déployée à proximité de l'Europe, dans l'océan Atlantique et en Méditerranée.

##### Des bombardiers“P-2V Neptune”et“AJ Savage”aux missilesRegulus I

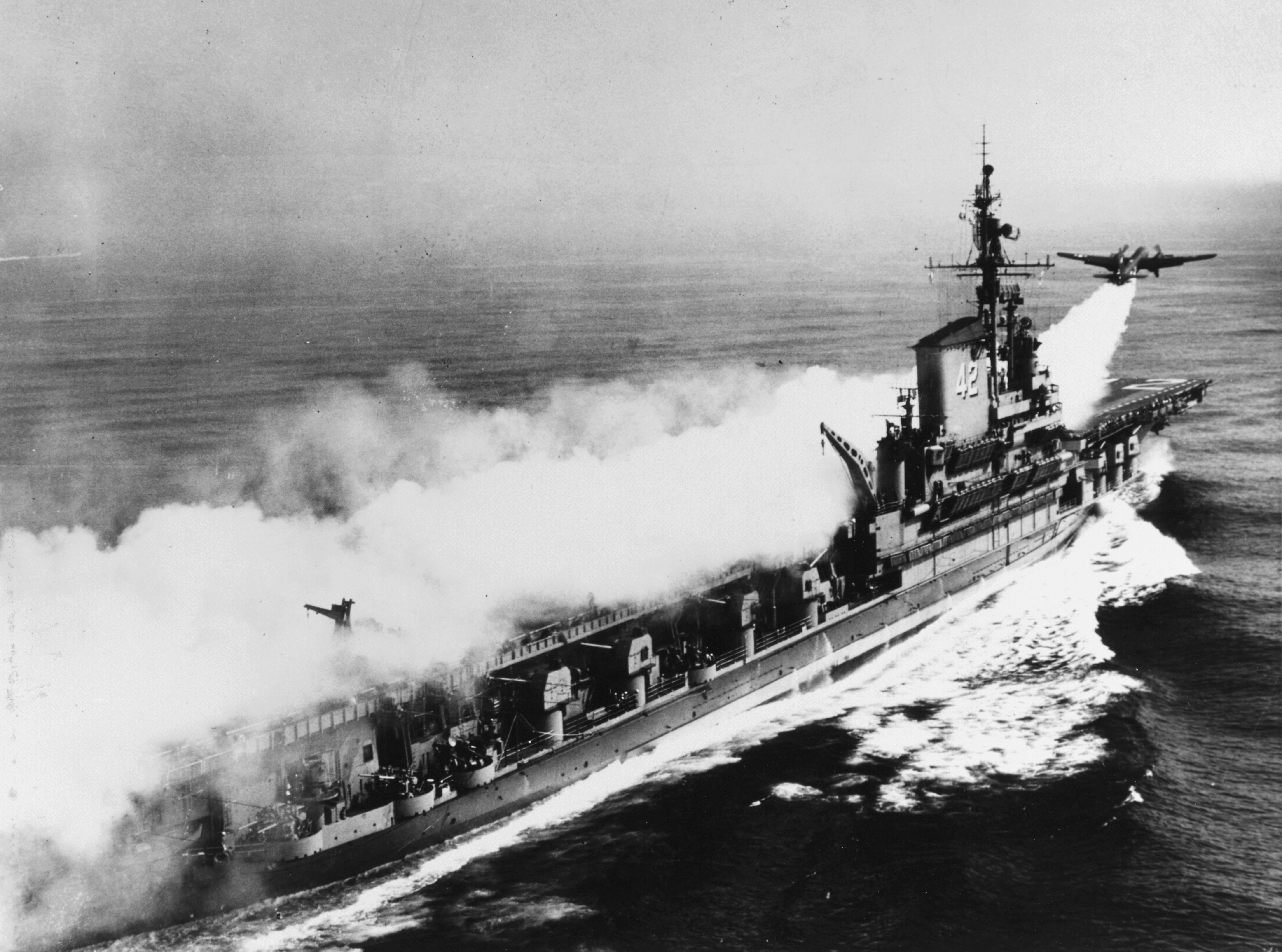
Un “P-2V Neptune” décolle de l' en 1951.

La composante aérienne a d'abord été constituée de bombardiers stratégiques B-36, puis de B-47 Stratojets.
Pour la composante navale, les grands porte-avions de la classe Midway permettaient la mise en œuvre de bombardiers stratégiques moyens capables d'emporter des bombes d'un poids de 4,5 tonnes, considérés comme des bombardiers nucléaires « intérimaires », comme le P-2V “Neptune” avec un dispositif de fusée d'appoint pour le décollage (JATO), ou l'AJ “Savage”.

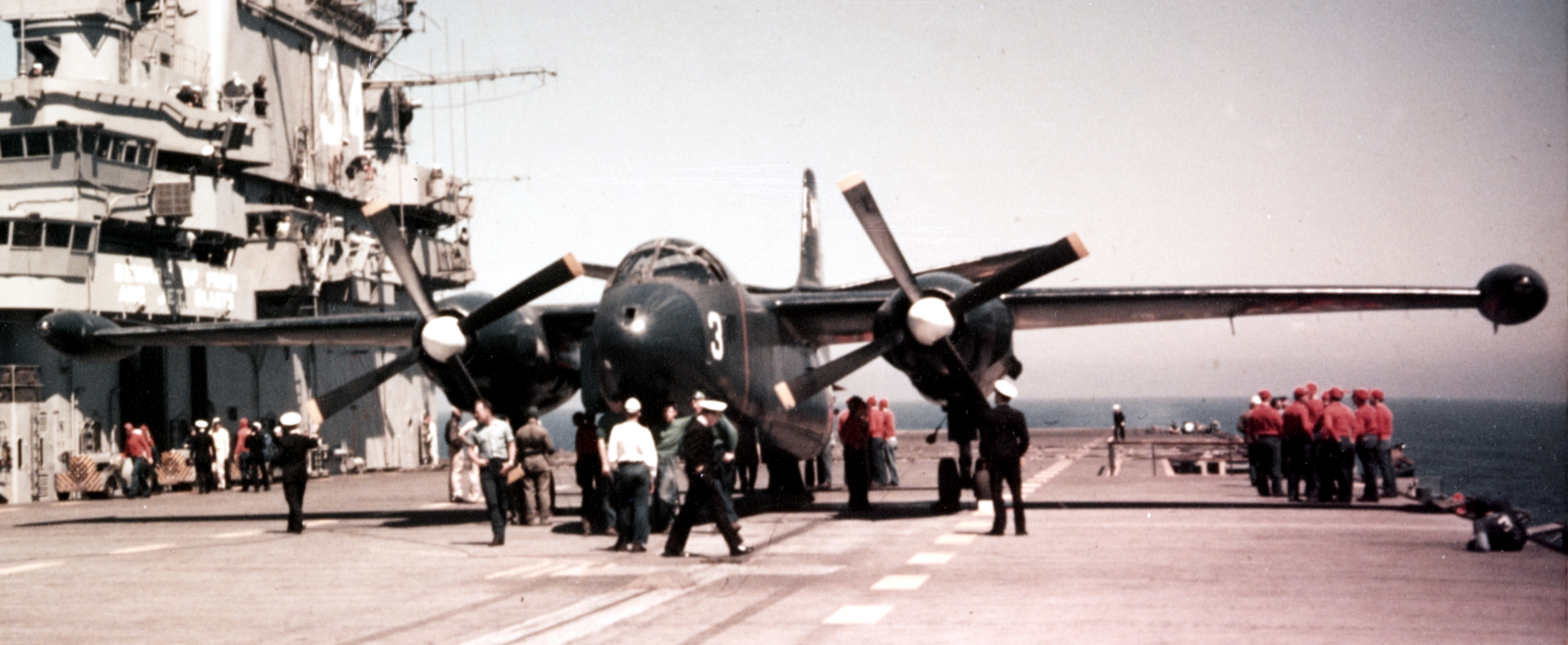
Un bombardier stratégique AJ Savage sur l', en 1952.

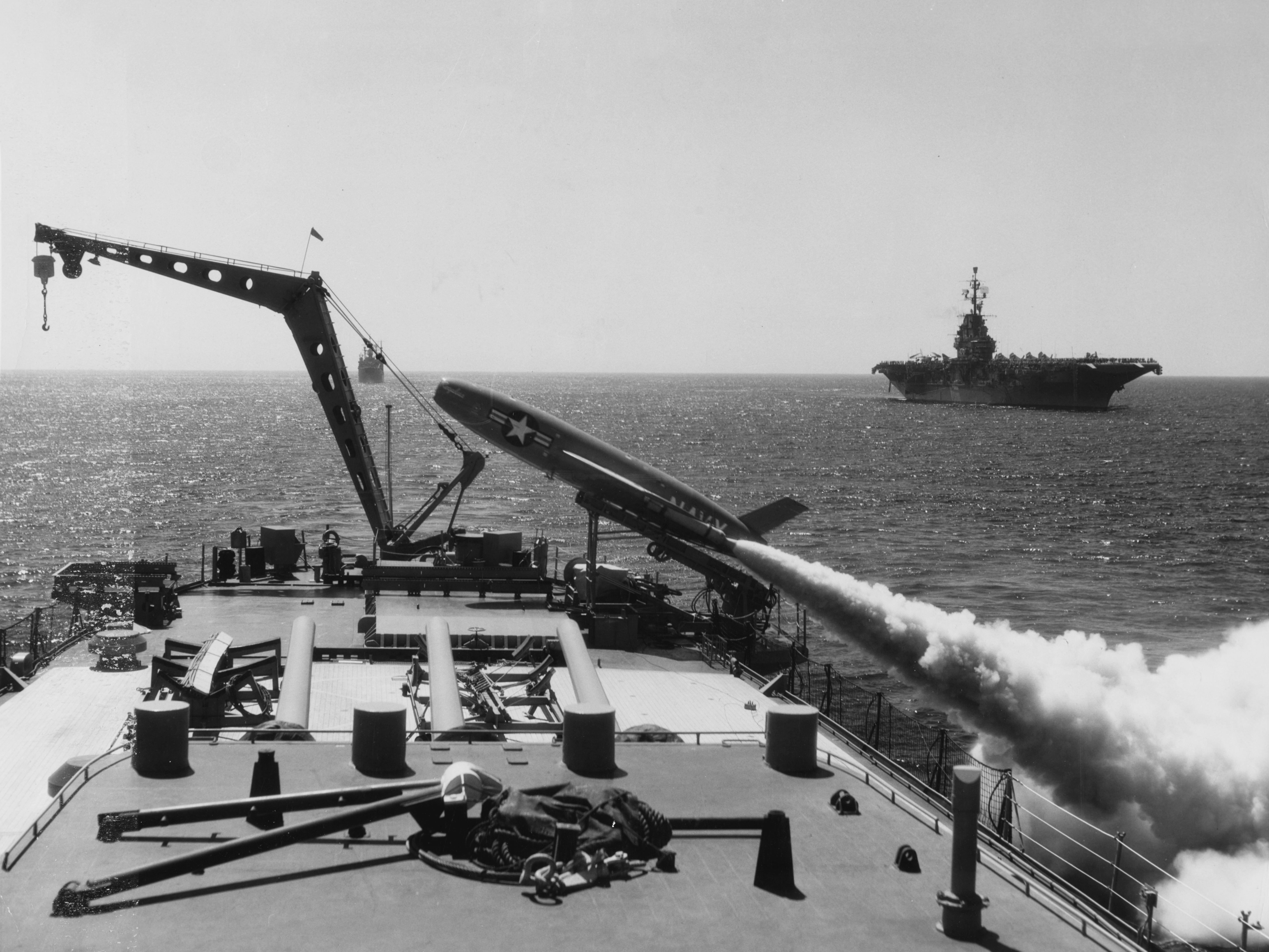
Le missile Regulus I a aussi été expérimenté sur des croiseurs, ici sur l'USS Los Angeles

À partir de 1951, des bombardiers moyens AJ Savages ont été pré-positionnés dans une base aéronavale installée à Port-Lyautey au Maroc, alors sous protectorat français, pour pouvoir rallier les porte-avions de la classe Midway de la VIe Flotte, qui transportaient les bombes nucléaires. Parvenus en Méditerranée orientale, ils seraient partis attaquer leurs cibles, après un vol à basse altitude au-dessus de la Bulgarie et de la Roumanie, puis à haute altitude au-dessus de l'URSS. La refonte SCB 27 de la classe Essex avait eu précisément pour but de permettre la mise en œuvre de Savages, qui ont rejoint en 1951 l'USS Oriskany en Méditerranée, et des porte-avions de la classe Essex, dans le Pacifique à partir de 1953. Mais la mise en service en 1956 de l'avion d'attaque lourd Skywarrior, qui pesait plus de 35 tonnes à pleine charge, n'en permettait normalement l'emploi que sur les porte-avions de 45 000 tonnes de la classe Midway, et de 60 000 tonnes de la classe Forrestal, qui venait alors d'être mise en service. Toutefois, les porte-avions modernisés de la classe Essex ont eu la possibilité de mettre en œuvre comme chasseurs, les Demon, Skyray et Crusader et comme avions d'attaque, les FJ Fury, Cougar, et le A-4D Skyhawk qui rompait avec l'évolution habituelle vers des avions plus grands et plus lourds,. Ils restaient donc parfaitement opérationnels, pour des missions, d'attaque nucléaire avec la bombe atomique Mk 7, conçue pour être mise en œuvre par des chasseurs-bombardiers, et pour des missions de patrouille aérienne, ou d'attaque et d'interdiction aérienne.

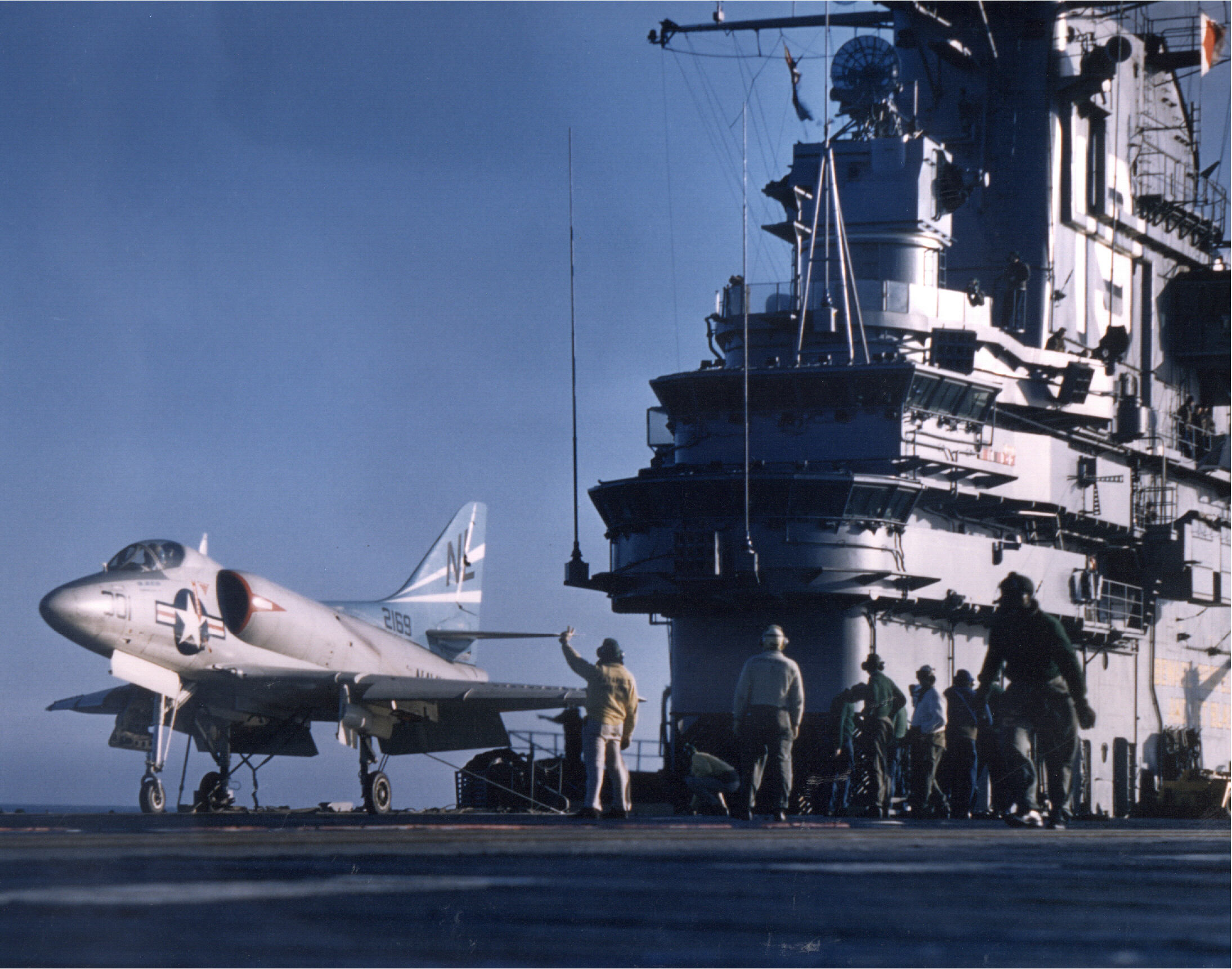
Un A-4D Skyhawk sur la catapulte tribord de l', en 1958

Enfin les porte-avions d'attaque de la classe Essex ont été impliqués dans la mise au point et les tests concernant le missile guidé Regulus I, sorte d'avion sans pilote, susceptible d'être doté d'une tête nucléaire, lancé par catapulte, volant à la vitesse du son, et avec une portée de 800 km. Mais une version plus élaborée, supersonique, le Regulus II, fut abandonnée pour le missile balistique Polaris, dont seront dotés les sous-marins nucléaires de la classe George Washington, entrée en service en 1959. Ces sous-marins nucléaires balistiques (SSBN) seront, à terme, le seul vecteur de la composante navale de la dissuasion nucléaire américaine.

##### Les reclassements des CVA en CVS et LPH

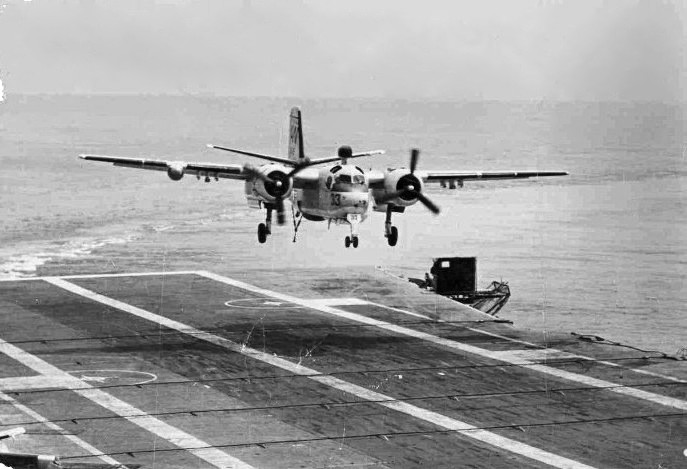
Un “Tracker” appontant sur l' en 1962.

L'intérêt des porte-avions comme vecteurs de l'arme atomique était leur mobilité, et donc la difficulté de leur repérage, qui les mettaient à l'abri d'une frappe nucléaire balistique, mais leur faiblesse était leur vulnérabilité à des attaques sous-marines notamment, alors que l'U.R.S.S. développait sa flotte de sous-marins d'attaque. Comme d'octobre 1955 à janvier 1959, ont été mis en service les porte-avions de la classe Forrestal, et que le nombre des « super porte-avions » a été fixé à quinze, il est apparu possible de réduire le nombre des porte-avions d'attaque de la classe Essex, et de les reclasser en porte-avions anti sous-marins (CVS). Les premières unités concernées par cette reclassification ont été en 1953 les USS Leyte et Antietam, en 1954 les USS Princeton et Valley Forge, puis en 1955 les USS Boxer, Tarawa et Philippine Sea, qui n'avaient jamais bénéficié d'une refonte, et ont donc gardé l'apparence des unités de la classe Essex, au cours de la guerre du Pacifique, sauf l'installation d'une piste oblique sur l'USS Antietam, qui d'ailleurs fut affecté en 1957 à l'entraînement des pilotes. Ce furent ensuite, en 1956 l'USS Wasp, en 1957 les USS Yorktown et Lake Champlain, en 1958 les USS Hornet et Kearsarge, en 1959 les USS Randolph, Bennington et Bon Homme Richard, en 1960 l'USS Essex, en 1962 les USS Intrepid et Lexington, enfin en 1969, les USS Ticonderoga et Shangri-La. Le groupe aérien des porte-avions de lutte anti sous-marins comprenait des “Trackers”, des hélicoptères “HSS-1” et quelques chasseurs (A-4D “Skyhawks”), pour la couverture aérienne pendant les patrouilles anti-sous-marins.
Seuls les USS Hancock et Oriskany sont restés classés porte-avions d'attaque jusqu'à leur retrait du service actif.
En 1955-56, le Thetis Bay a été reclassé porte-hélicoptères d'assaut (CVHA-1) et les techniques d' “assaut vertical” ont été testées par le corps des U.S. Marines. Elles ont été mises en pratique avec succès par les forces britanniques, à Port-Saïd en novembre 1956. L'U.S. Navy a mis au point un nouveau type de navire, le navire d'assaut amphibie porte-hélicoptères (Landing Platform Helicopter). Pour ce faire, des porte-avions d'escorte ont été transformés, des constructions nouvelles lancées (la classe Iwo Jima), et trois unités de la classe Essex ont été transformées et reclassées, USS Boxer (LPH-4) et Princeton (LPH-5) en 1959, Valley Forge (LPH-8) en 1961.

#### La crise de Cuba
Les années 1960-1962 ont été une période de forte tension dans la guerre froide, incident de l'U-2 en mai 1960, Mur de Berlin en août 1961, crise des missiles de Cuba, en octobre 1962. Cette crise, particulièrement grave, a été provoquée par l'imminence de l'installation de fusées balistiques soviétiques à Cuba, ce qui aurait réduit à peu près totalement la capacité de riposte américaine en cas d'attaque soviétique. Le président des États-Unis, John F. Kennedy, décida une “quarantaine” de Cuba (terme qui avait été préféré à celui de “blocus”), pour empêcher l'arrivée des navires acheminant ces matériels, escortés de sous-marins, quarantaine que l'U.S. Navy reçut l'ordre de faire respecter. Le dispositif déployé comportait principalement vingt-cinq destroyers. Cependant les porte-avions géants USS Enterprise et Independence sont envoyés au sud de Cuba pour renforcer si nécessaire la base de Guantánamo tandis que les USS Essex et Randolph patrouillent au nord et à l'ouest de l'île en lutte anti-sous-marine.
L'USS Boxer participera aux opérations pour l'occupation de la République dominicaine en 1965.

#### Au Vietnam, depuis “Yankee” et “Dixie Stations”
Treize porte-avions de la classe Essex ont été engagés pendant la guerre du Vietnam de 1964 à 1973, menant des raids au nord et au sud du 17e parallèle nord, mais également sur le Laos, ou le Cambodge. Mais au moment où ils vont intervenir, deux unités de la classe ont déjà été retirées du service actif et en 1974, toutes l'auront été sauf trois. Si les porte-avions de la classe Essex sont les porte-avions les plus puissants engagés pendant la guerre de Corée, ce n'est pas le cas dans la guerre du Vietnam, où des porte-avions de la classe Midway, de la classe Forrestal, de la classe Kitty Hawk et le nouvel USS Enterprise auront à un moment rejoint la VIIe Flotte, mettant en œuvre des appareils plus lourds et plus puissants que ceux embarqués sur la classe Essex. Le nombre des porte-avions disponibles permettra à l'US. Navy de prendre sa part dans la guerre du Vietnam, tout en apportant son soutien aux programmes spatiaux et en assurant une présence de grands bâtiments en Atlantique et en Méditerranée. Certains porte-avions de la classe Essex auront ainsi enchainé des missions différentes, dans des zones éloignées, entrecoupées de passages en réparation, maintenance et refonte, au Japon, aux Philippines, à Pearl Harbor, aux États-Unis.

##### Les incidents du golfe du Tonkin (août 1964)

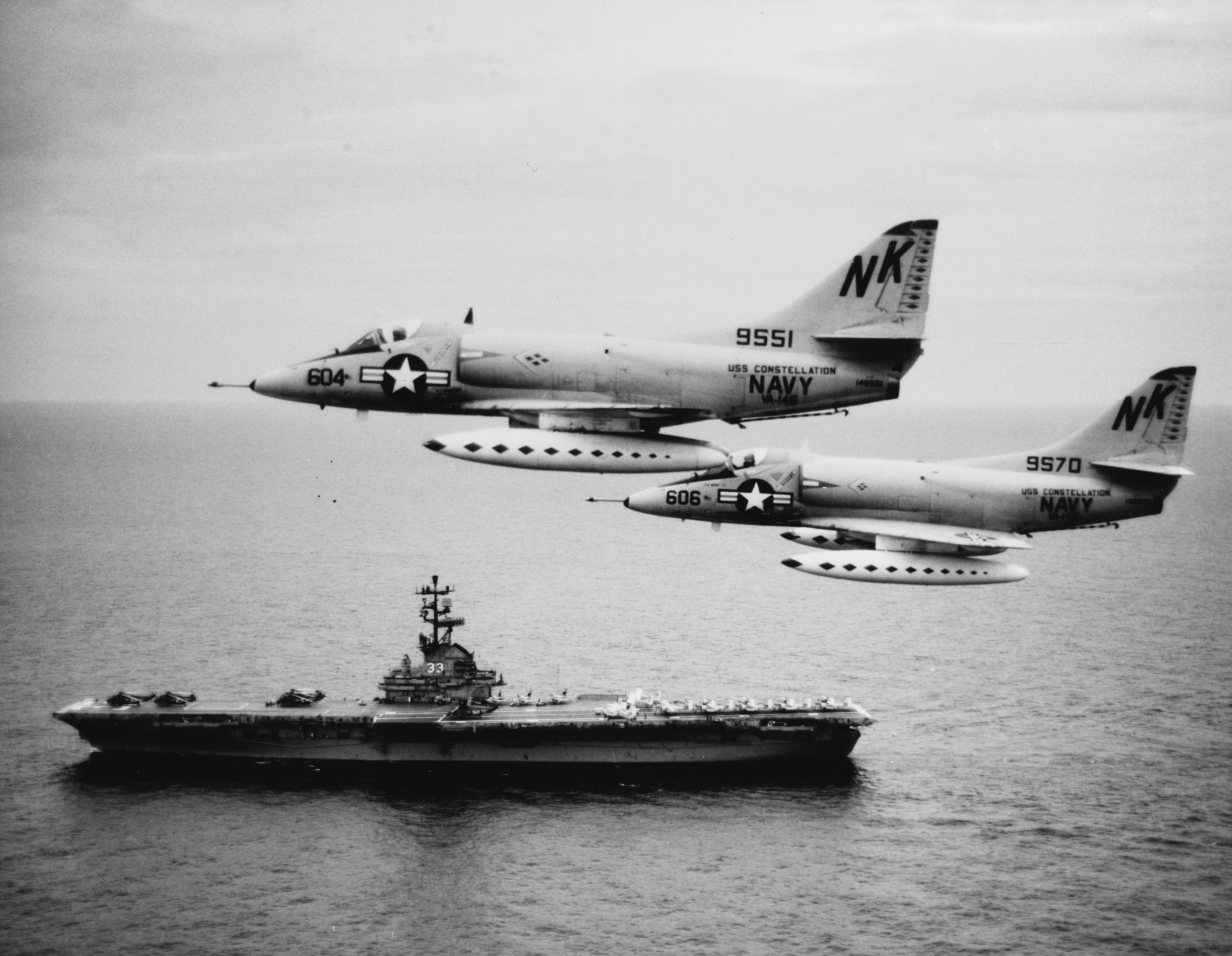
L' survolé par des appareils de l', dont le groupe aérien est intervenu dans les incidents du golfe du Tonkin en août 1964

Au large du Vietnam, au point Y (par 17° 30' Nord et 108° 30' Est), plus connu comme “Yankee Station”, au large de Da Nang en mer de Chine du Sud, un puis des porte-avions américains ont pris position, dès avril 1964, et sont intervenus contre la guérilla communiste au Laos. En août 1964, des destroyers américains ont signalé avoir été attaqués par des vedettes nord-vietnamiennes, contre lesquelles sont intervenus des F8 “Crusaders” de l'USS Ticonderoga. L'aviation embarquée de ce porte-avions et de l'USS Constellation, qui se trouvaient sur zone, ont alors attaqué les bases et les dépôts de carburant de cette poussière navale (Opération Pierce Arrow (en)). Le président Lyndon Johnson a alors obtenu du Congrès le vote de la résolution du golfe du Tonkin, qui va constituer le fondement juridique de l'intervention américaine.

##### L'opération Rolling Thunder (mars 1965-novembre 1968)
Ce fut le début de l'escalade. Le Comité des Chefs d'État-Major (Joint Chiefs of Staff) a proposé 94 objectifs, pour une campagne de bombardements sans restrictions, que le président Johnson n'a pas entérinée. En février 1965, toutefois, après l'attaque de Pleiku, des actions de représailles ponctuelles (opération Flaming Dart (en)) ont été menées notamment par l'aviation embarquée des USS Ranger, Coral Sea et Hancock, ainsi que par l'U.S. Air Force et l'aviation sud-vietnamienne. Finalement, en mars, débute l'opération Rolling Thunder, qui a pour but, par des bombardements dont les cibles doivent en dernier ressort être déterminées au plus haut niveau politique, de dissuader les Nord-Vietnamiens de soutenir les guérillas du Vietcong, mais les contraintes ainsi imposées (Hanoï et Haïphong ne doivent pas être bombardées, par exemple) indisposent les chefs militaires, dont au demeurant la coordination a été loin d'être parfaite entre l'U.S. Air Force et l'U.S. Navy. Les porte-avions de la TF.77, dont des porte-avions d'attaque de la classe Essex, participent à l'opération depuis “Yankee Station” et “Dixie Station”,.

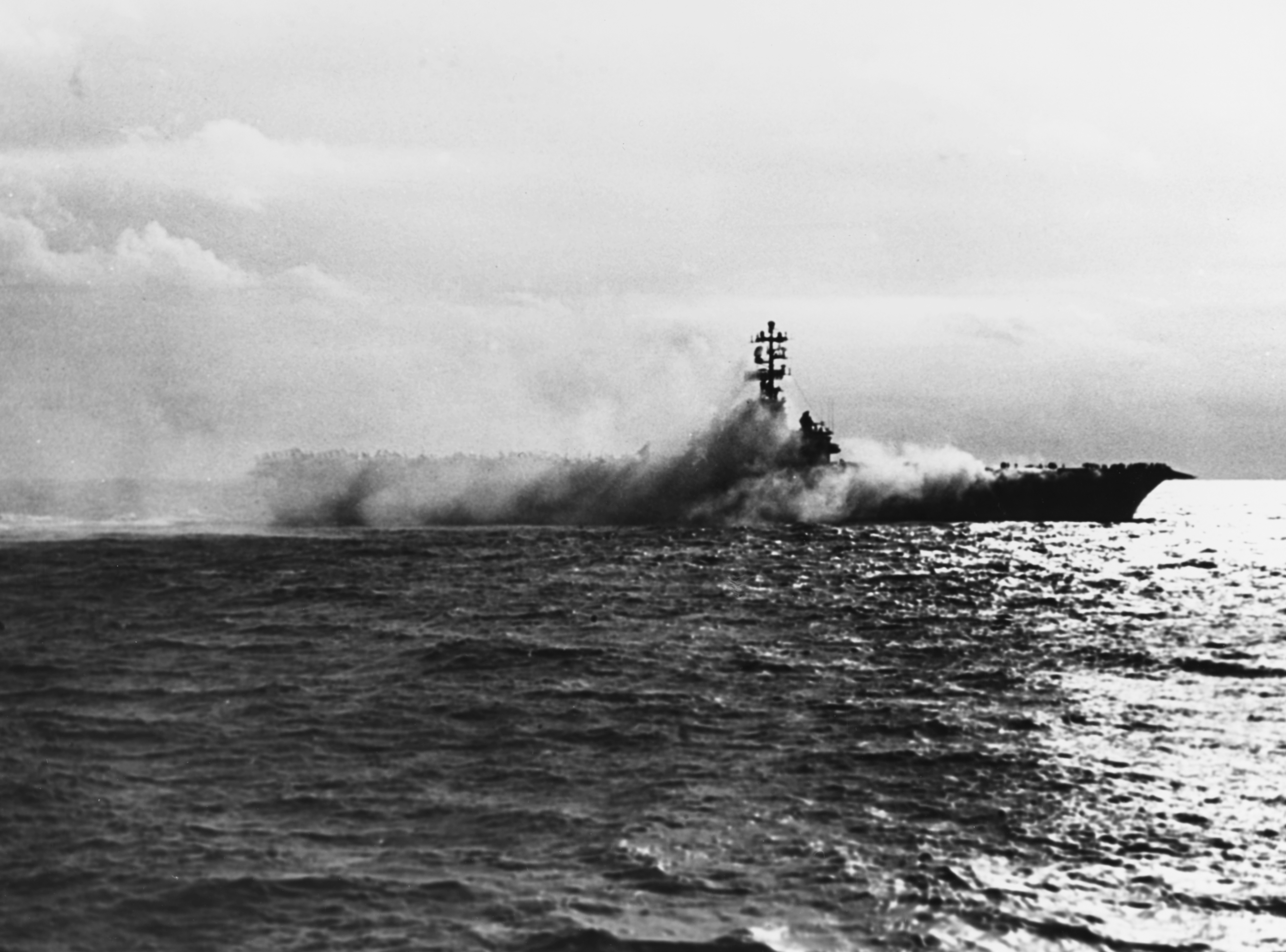
L' en feu, le 26 octobre 1966

Tandis que les États-Unis débarquent, dès mars 1965, des troupes pour assurer la sécurité de la base de Da Nang, la défense nord-vietnamienne contre les bombardements se renforce en mettant en œuvre des batteries de missiles Sol-Air (SAM). Mobiles, celles-ci sont difficiles à localiser, et donc à détruire. Des MiG-17 sont également engagés. Malgré cela, à la fin de 1965, une attaque massive de l'aviation embarquée, à laquelle participent des appareils de l'USS Ticonderoga, va très sérieusement réduire la capacité de production électrique nord-vietnamienne, avec la destruction de la centrale thermique de Huong-Bi (ou Uông Bí), au nord-est de Haïphong. La suspension des bombardements, pendant un mois, jusqu'au 30 janvier 1966, permit au Nord-Vietnam de reprendre son renforcement du Viêt-Cong par la piste Ho Chi Minh au Laos. En 1966, un AD “Skyraider” de l'USS Intrepid réussit à abattre un MiG-17. Le 26 octobre 1966, à “Yankee Station”, sur l'USS Oriskany, l'explosion accidentelle d'un parachute au magnésium a provoqué un très violent incendie dans le hangar, tuant 44 personnes dont de nombreux pilotes chevronnés. Les réparations que le porte-avions a dû subir le tinrent éloigné du Vietnam, pendant huit mois.
Dans le seconde moitié de 1966, l'U.S. Navy va attaquer le cabotage côtier qui permet de ravitailler les maquis vietcong du Sud. Mais l'interdiction des attaques contre Haïphong entrave l'action des aviateurs américains. Aussi au début de 1967, le président Johnson autorise des mouillages de mines. Les actions communistes se développent au Sud-Vietnam, et les bombardements américains se poursuivent sur le Nord-Vietnam. Mais les pertes de l'aviation américaines s'alourdissent, malgré les attaques contre les bases aériennes au Nord-Vietnam et il faut de véritables exploits pour récupérer les pilotes abattus. Ainsi devant Haïphong, le lieutenant Cain n'est récupéré par un hélicoptère, qu'après la sortie de douze F8 “Crusaders” et deux AD “Skyraiders” de l'USS Ticonderoga,.
Le début de l'année 1968 est marquée par une offensive contre Khe Sanh, position américaine qui bloque le débouché de la piste Ho Chi Minh, et l'offensive du Têt, mais malgré un succès militaire sur le terrain, les conséquences sont lourdes dans l'opinion américaine : le président Johnson renonce à se représenter, il suspend les bombardements sur le Nord-Vietnam, des pourparlers de paix débutent, les pourparlers de paix piétinent, il fait reprendre les bombardements. À la veille de l'élection présidentielle, l'Opération Rolling Thunder est définitivement arrêtée. Malgré près de 154 000 sorties de l'U.S. Air Force et 152 500 de l'U.S. Navy et des U.S. Marines, avec un tonnage de bombes déversées (864 000 tonnes), supérieur à celui de la guerre de Corée (653 000 tonnes), et à celui de la guerre du Pacifique (503 000 tonnes), le Nord-Vietnam n'a pas cessé son soutien à la guérilla communiste au Sud-Vietnam, et n'a pas été mis à genoux.

##### La guerre s'étend à toute la péninsule indochinoise (1970-1973)
Le président Richard Nixon fait diminuer les effectifs américains au Vietnam de 70 000 environ en 1969, mais les livraisons de matériels sont intensifiées. Surtout des bombardements des positions nord-vietnamiennes au Cambodge sont effectués par des bombardiers stratégiques B-52, suivis de bombardements tactiques, et de l'entrée des troupes sud-vietnamiennes au Cambodge, en avril 1970. Mais lorsque celles-ci entrent au Laos, fin janvier 1971, la résistance des troupes nord-vietnamiennes les contraint au repli. L'aviation américaine reprend alors ses raids sur le Nord-Vietnam contre les batteries de SAM, en février, puis contre les dépôts de carburant, en août, et une grande offensive contre Dong Hoi a lieu en septembre. Mais désormais le Nord-Vietnam engage des MiG-19 et des MiG-21, dont les bases sont attaquées à partir de novembre.

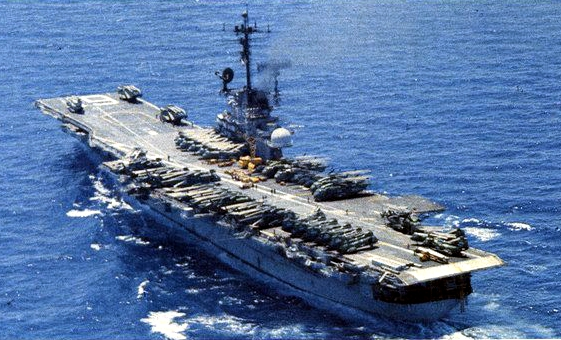
L', en porte-hélicoptères de circonstance en 1975, pour l'évacuation de Phnom Penh et de Saïgon.

Les Nord-Vietnamiens, fin mars 1972, lancent une grande offensive conventionnelle au sud du 17e parallèle, en direction de Quang Tri, Kontum (en), et An Loc notamment. En riposte, les États-Unis suspendent en mai les pourparlers de paix et déclenchent l'opération Linebacker. Dans ce cadre, l'USS Hancock a effectué des attaques tactiques, fin avril, autour de Kontum et Pleiku. Les bombardements reprennent massivement sur le Nord-Vietnam, sur les bases d'aviation comme sur les infrastructures économiques (les ports, y compris celui de Haiphong, sont minés), avec beaucoup plus de liberté de choix des cibles par les échelons militaires de terrain que sous la présidence de Lyndon Johnson, par exemple atteignant Hanoï, où le pont Paul-Doumer est endommagé. Mais les porte-avions d'attaque de la classe Essex n'y sont plus en première ligne, d'abord parce qu'il n'y en a plus que deux opérationnels dans le Pacifique, et les appareils les plus modernes sont trop lourds pour qu'ils puissent les mettre en œuvre.
Finalement les pourparlers de paix de Paris débouchent sur un cessez-le-feu, en janvier 1973. Les forces américaines quittent le Vietnam. Mais la guerre n'est pas finie. Des forces nord-vietnamiennes demeurent présentes au Sud-Vietnam, et le Vietcong demeure actif. Fin 1974, des forces nord-vietnamiennes entrent au Sud-Vietnam depuis le Cambodge et au printemps 1975, une offensive nord-vietnamienne sur les hauts plateaux du centre aboutit à l'occupation de Hue, le 25 mars, et de Da Nang, le 2 avril. Un mois plus tard, Saigon tombait.
À la mi-mars, l'USS Hancock reçut l'ordre de débarquer son groupe aérien et a embarqué, le 26, à Pearl Harbor, l'escadrille 463 d'Hélicoptères Lourds des Marines (HMR-463), constituée d'hélicoptères CH-53 “Sea Stallions”, CH-46 “Sea Knights”, AH-1 “Cobra” et UH-1E “Huey”. Puis, après escale aux Philippines, il a gagné le golfe de Thaïlande, et a participé à l'évacuation de Pnom-Penh, le 12 avril et de Saïgon, les 29-30 avril 1975.

### Soutien aux missions spatiales

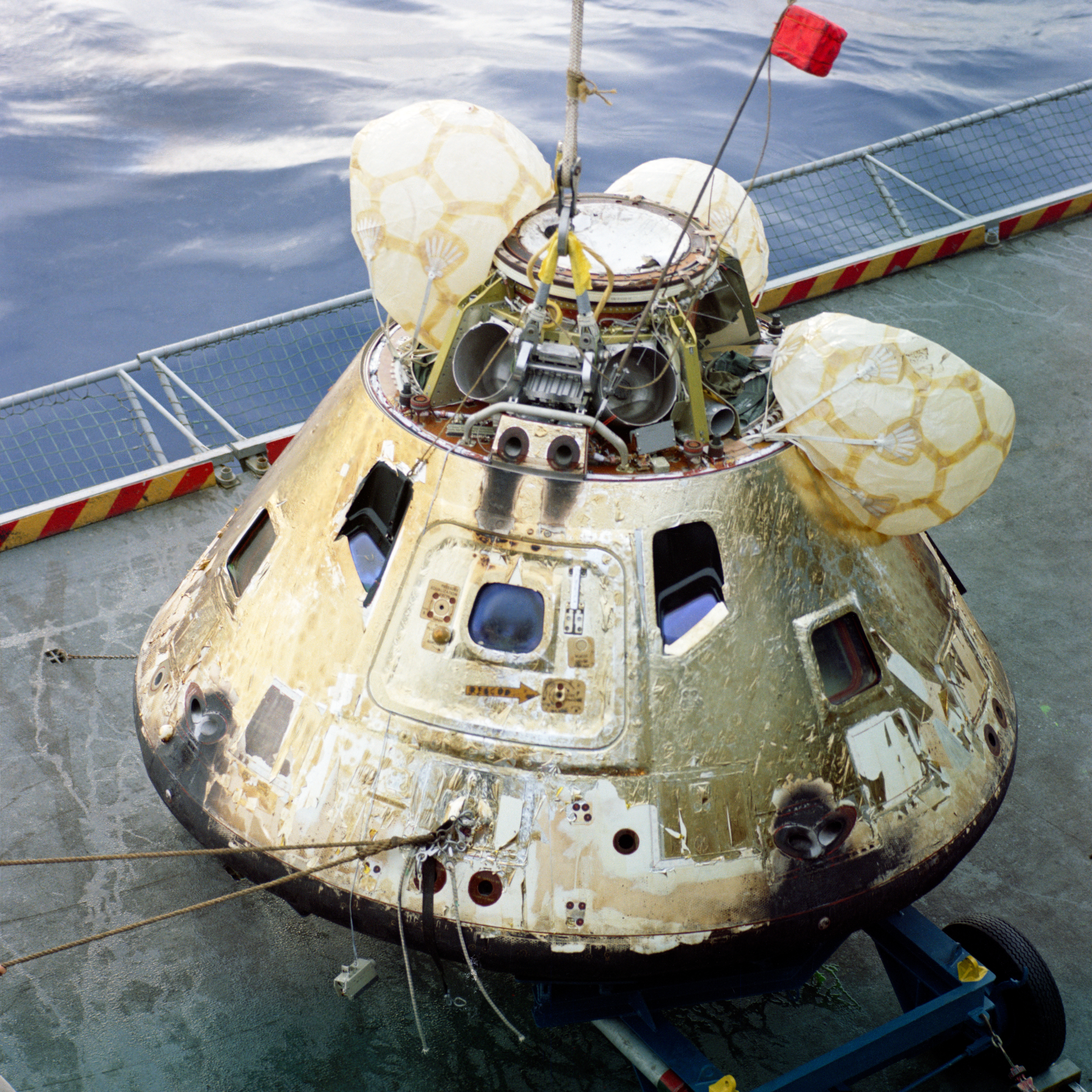
Le module de commande Apollo 8 sur le pont de l'USS Yorktown (27 décembre 1968).

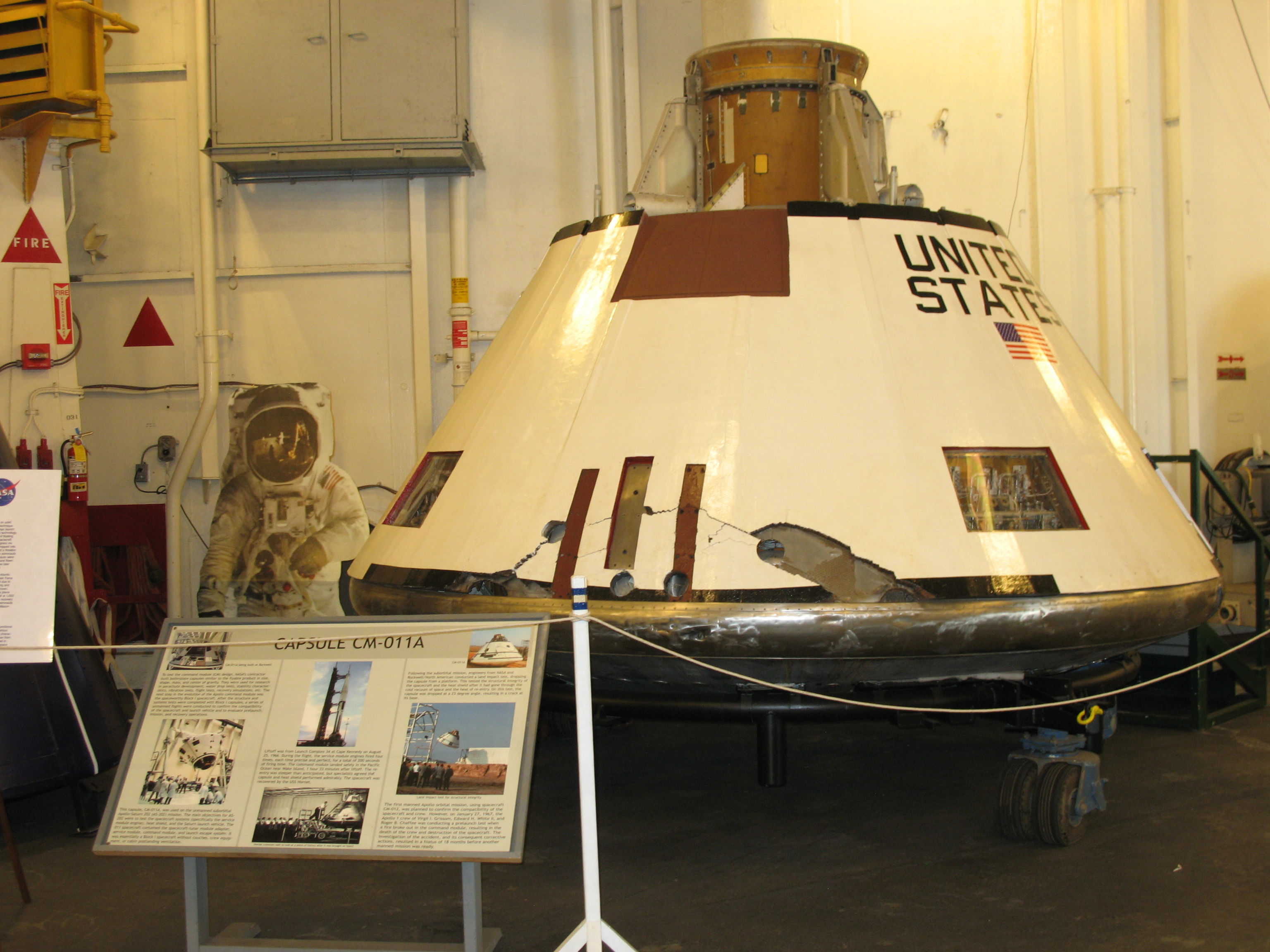
L'exposition du Programme Apollo à bord de l'.

Dès l'origine du programme spatial américain, quelques porte-avions sont mis à contribution pour les programmes Gemini et Apollo avec la récupération en mer des capsules.
Plusieurs navires de la classe Essex ont pris part au programme des vols spatiaux habités des États-Unis, comme navires de récupération des vols spatiaux inhabités et habités entre 1960 et 1973.
L'USS Valley Forge a été le navire de récupération du vol inhabité Mercury-Redstone 1A, le 19 décembre 1960. Le premier vol spatial habité américain a eu lieu à bord de la capsule Mercury-Redstone 3 (Freedom 7), récupéré par l'USS Lake Champlain, le 5 mai 1961. L'USS Randolph a récupéré le vol suivant Mercury-Redstone 4 (Liberty Bell 7), le 21 juillet 1961, et a récupéré le premier vol orbital américain, Mercury-Atlas 6 (Friendship 7). Le vol habité suivant Mercury-Atlas 7 (Aurora 7), a été repêché par l'USS Intrepid, le 24 mai 1962 et l'USS Kearsarge a récupéré les deux derniers vaisseaux spatiaux Mercury, Mercury-Atlas 8 (Sigma 7), le 3 octobre 1962, and Mercury-Atlas 9 (Faith 7), le 16 mai 1963.
Lorsque le successeur du programme Mercury, le Programme Gemini, a débuté, les navires de la classe Essex y ont été étroitement associés. L'USS Lake Champlain a récupéré le deuxième vol sans pilote, Gemini 2, le 19 janvier 1965, et l'USS Intrepid a récupéré le premier vol habité, Gemini 3. L'USS Wasp a récupéré l'équipage de Gemini IV le 7 juin et l'USS Lake Champlain Gemini 5, le 29 août, après huit jours dans l'espace. En décembre 1965, l'USS Wasp a écrit l'histoire en repêchant deux engins spatiaux en un peu plus de deux jours: Gemini VI-A le 16 décembre et Gemini 7 le 18 décembre, après leur test de rendez-vous orbital. Il a également récupéré Gemini 9 A le 6 juin 1966 et le vol spatial Gemini final, Gemini 12 le 15 novembre.
Le succès de l'utilisation des porte-avions comme navires de récupération a continué avec le programme Apollo. Le 26 février 1966, l'USS Boxer a récupéré le module de commande de l'AS-201, pour le premier vol sans pilote d'un module de commande et de service Apollo. L'AS-202, un autre module de commande pour un vol de test sub-orbital, a été retrouvé en août par l'USS Hornet, le module de commande de ce vol est actuellement exposé à bord de ce navire musée. L'USS Bennington a récupéré le module de commande d'Apollo 4, pour le premier vol sans pilote du lanceur Saturn V, le 9 novembre 1967.
Onze mois plus tard, l'USS Essex a récupéré les astronautes d'Apollo 7, première mission habitée du programme Apollo, après onze jours en orbite. L'USS Yorktown a récupéré les astronautes d'Apollo 8, après leur vol historique autour de la Lune en décembre 1968,  et l'USS Princeton a récupéré le second équipage à avoir orbité autour de la Lune, à bord d'Apollo 10, en mai 1969
L'USS Hornet a rejoint le programme et récupéré les astronautes des deux premières missions d'alunissage, Apollo 11 en juillet 1969 et Apollo 12 en novembre. Les premiers pas sur la Terre des astronautes Neil Armstrong, Buzz Aldrin, et Mike Collins, à leur retour, sont indiqués sur le pont, dans le cadre de l'exposition du programme Apollo. Les trois missions suivantes ont utilisé des navires d'assaut amphibies comme navires de soutien (l'USS Iwo Jima pour Apollo 13, l'USS New Orleans pour Apollo 14, l'USS Okinawa pour Apollo 15). Toutefois, l'USS Ticonderoga a récupéré les astronautes des deux dernières missions lunaires, Apollo 16 et Apollo 17 en avril et décembre 1972.
À l'époque des vols spatiaux post-Apollo l'USS Ticonderoga  a encore récupéré les astronautes de Skylab 2, la première mission pilotée vers Skylab, première station spatiale en orbite, en juin 1973.

### Fin de carrière - Navires musées
Les premiers retraits définitifs du service actif, après ceux des USS Franklin et Bunker Hill en 1947, ont été ceux de l'USS Leyte en 1959, Tarawa en 1960, Lake Champlain en 1968, et Philippine Sea en 1968. En 1969-70, ce furent les plus anciens des porte-avions de lutte anti-sous-marine (USS Essex, Yorktown, Hornet, Randolph, Bennington, Kearsarge) et les porte-avions reclassés en porte-hélicoptères d'assaut (USS Boxer, Princeton et Valley Forge).
L'entrée en service du Phantom II, de l'A-6 Intruder et des « super porte-avions » des classes Forrestal et suivantes, qui pouvaient les mettre en œuvre, va entraîner le retrait progressif des derniers porte-avions d'attaque de la classe Essex. Ces avions n'ont jamais été embarqués sur aucun bâtiment de la classe Essex, étant jugés trop lourds pour cette classe (28 tonnes pour le F-4 Phantom). Après 1970, les derniers porte-avions sont retirés du service, les USS Bon Homme Richard (CVS-31) et Shangri-La (CVS-38) en 1971, l'USS Wasp (CVS-18) en 1972, l'USS Ticonderoga (CVA-14) en 1973, l'USS Intrepid (CVS-11) en 1974, les USS Hancock (CVA-19) et Oriskany (CVA-34) en 1976.
Après l'USS Antietam qui a servi de porte-avions d'entraînement de 1957 à 1962, le rôle a été repris par l'USS Lexington reclassé CVT-16. Son désarmement en novembre 1991, marque la fin de près de 50 ans d'activité des porte-avions de cette classe.
Lors du réarmement américain lancé par le président Reagan dans les années 1980, il fut envisagé dans le cadre du plan Marine de 600 navires d'en moderniser de nouveau quelques-uns comme cela fut fait avec 4 cuirassés de la classe Iowa, mais le projet n'eut pas de suite.
Quatre porte-avions subsistent en tant que navires musées :
- le Yorktown à Patriot's Point en Caroline du Sud,
- l’Intrepid à New York,
- le Hornet à Alameda en Californie,
- et le Lexington à Corpus Christi au Texas.